# Hiroshige
 Utagawa Hiroshige (/ˌhɪəroʊˈʃiːɡeɪ/, còn US: /ˌhɪərəˈ-/; tiếng Nhật: 歌川 広重 (Ca Xuyên Quảng Trùng),   [ɯtaɡaɰa çiɾoɕiɡe]), tên khai sinh: Andō Hiroshige (安藤 広重 (An Đằng Quảng Trùng)); 1797–12 tháng 10 năm 1858), là nghệ sĩ ukiyo-e người Nhật Bản và được coi như một bậc thầy vĩ đại cuối cùng của dòng nghệ thuật này.
Hiroshige đặc biệt được biết đến nhiều qua các loạt bản họa phong cảnh nằm ngang Năm mươi ba trạm nghỉ của Tōkaidō cũng như nằm dọc Trăm danh thắng Edo của ông. Chủ đề mà ông hướng tới không đơn thuần chỉ là ukiyo-e, còn có thể kể đến tiêu biểu như bijin-ga (sắc đẹp mỹ nhân), yakusha-e (nghệ sĩ kịch kabuki) và một số khác về những khu phố đèn đỏ của Nhật Bản thời Edo (1603–1868). Loạt bản họa nổi tiếng Ba mươi sáu cảnh núi Phú Sĩ của Hokusai đã ảnh hưởng sâu sắc đến việc lựa chọn đề tài của Hiroshige sau này, mặc dù cách tiếp cận của Hiroshige mang hơi hướng nhẹ nhàng, thơ mộng hơn so với các bản họa của Hokusai đậm tính hình thức và táo bạo. Màu sắc cũng được Hiroshige sử dụng tinh tế qua các tác phẩm, một họa tiết có thể được in với nhiều lớp màu (bokashi) và áp lực khác nhau, cả hai đều là những kỹ thuật khá tốn công. Với tài năng tuyệt vời của mình, Hiroshige đã cải thiện được phần nào những hạn chế của thợ khắc thời kì đó.
Đối với các học giả và nhà sưu tầm, Hiroshige được ví như một trong những đại diện cuối cùng của ukiyo-e, cái chết của ông đồng thời cũng là dấu mốc mở đầu cho sự thoái chào nhanh chóng của thể loại này. Đặc biệt là khi phải đối mặt với phong trào tây phương hóa trong Cuộc Minh Trị Duy Tân năm 1868.
Một thời gian ngắn sau khi Nhật Bản bị buộc phải mở cửa giao thương, các tác phẩm của Hiroshige lần lượt được đưa đến châu Âu vào những năm 1870. Chúng mang theo nền nghệ thuật độc đáo của Nhật Bản tới những miền đất mới. Đồng thời cũng gây được những ảnh hưởng rõ rệt đến giới hội họa Tây Âu vào cuối thế kỷ 19, và được coi là một phần gắn liền với chủ nghĩa Japon. Các nghệ sĩ Tây Âu như Manet và Monet, cũng từng sở hữu những bộ sưu tập và nghiên cứu riêng về các tác phẩm của Hiroshige. Vincent van Gogh thậm chí đã thực hiện sao chép lại hai bản họa của Hiroshige thuộc loạt Trăm danh thắng Edo.

## Tiểu sử

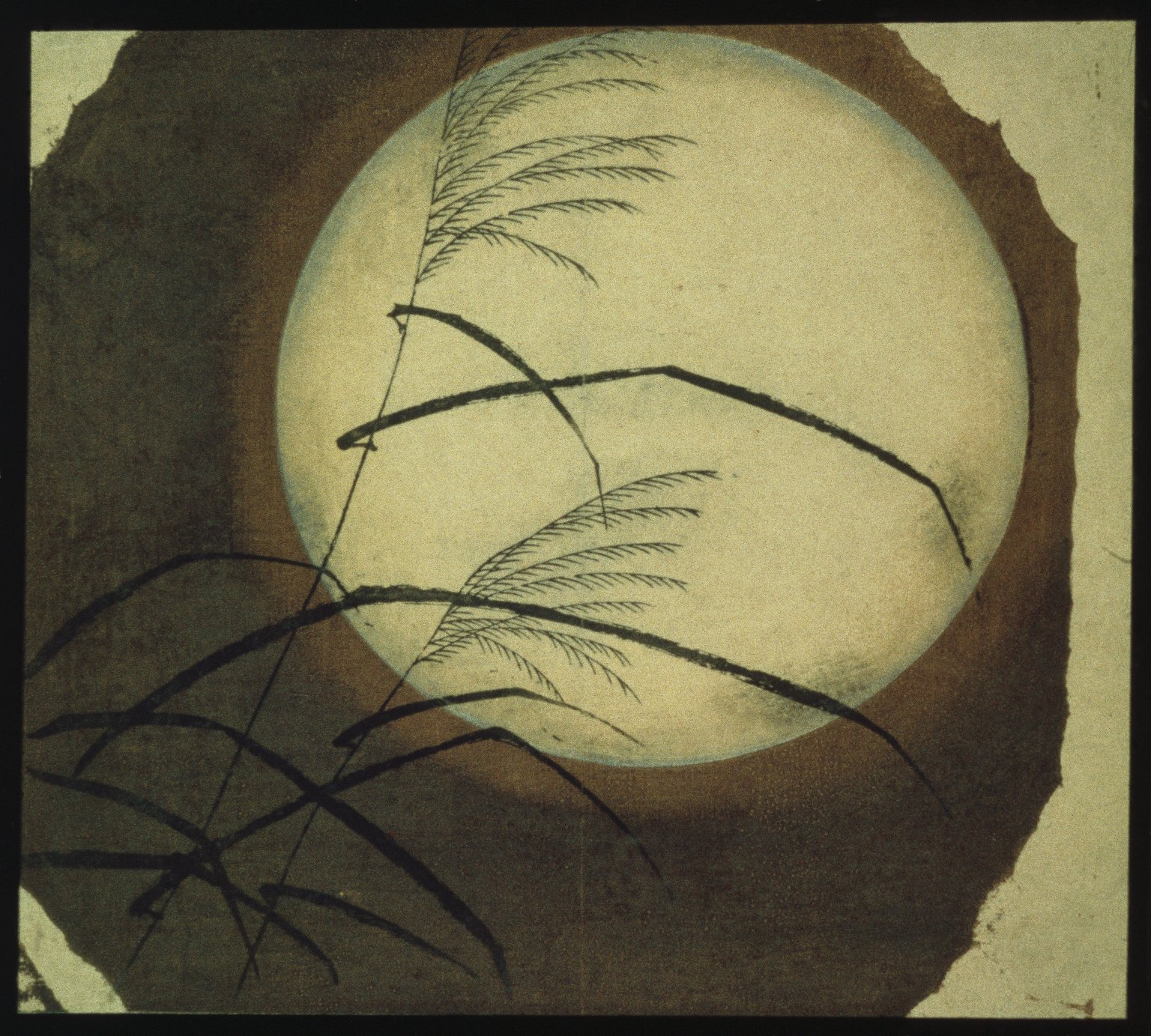
Wind Blown Grass Across the Moon - bởi Hiroshige

Andō Tokutarō sinh năm 1797 tại khu vực Bến tàu Yayosu thuộc Yaesu ở Edo (Tokyo hiện đại). Ông thuộc dòng dõi samurai, là chắt của Tanaka Tokuemon, người giữ vị trí quyền lực tại gia tộc Tsugaru ở phía bắc tỉnh Mutsu. Ông nội của Hiroshige, Mitsuemon, là một huấn luyện viên bắn cung, làm việc dưới cái tên Sulkūken. Cha của Hiroshige, Gen'emon, từng được nhận vào gia đình Andō Jūemon và cũng đạt được thành công với vai trò trông coi hỏa hoạn tại khu vực Bến tàu Yayosu với phần tiền lương nhận trực tiếp từ Mạc phủ.

Hiroshige đã trải qua một số lần đổi tên khi còn trẻ như Jūemon, Tokubē và Tetsuzō, bởi tại thời điểm này, việc đổi hay thêm tên là một thông lệ thường thấy. Ông có ba chị em gái, một trong số họ qua đời lúc ba tuổi. Mẹ ông qua đời vào đầu năm 1809. Cũng vào cuối năm đó, cha ông trước khi mất đã giao phó công việc lại cho đứa con trai mười hai tuổi của mình. Hiroshige từ đó giữ vai trò trông coi hỏa hoạn tại Thành Edo, một chức vụ mà đã giúp ông có nhiều thời gian rảnh rỗi.

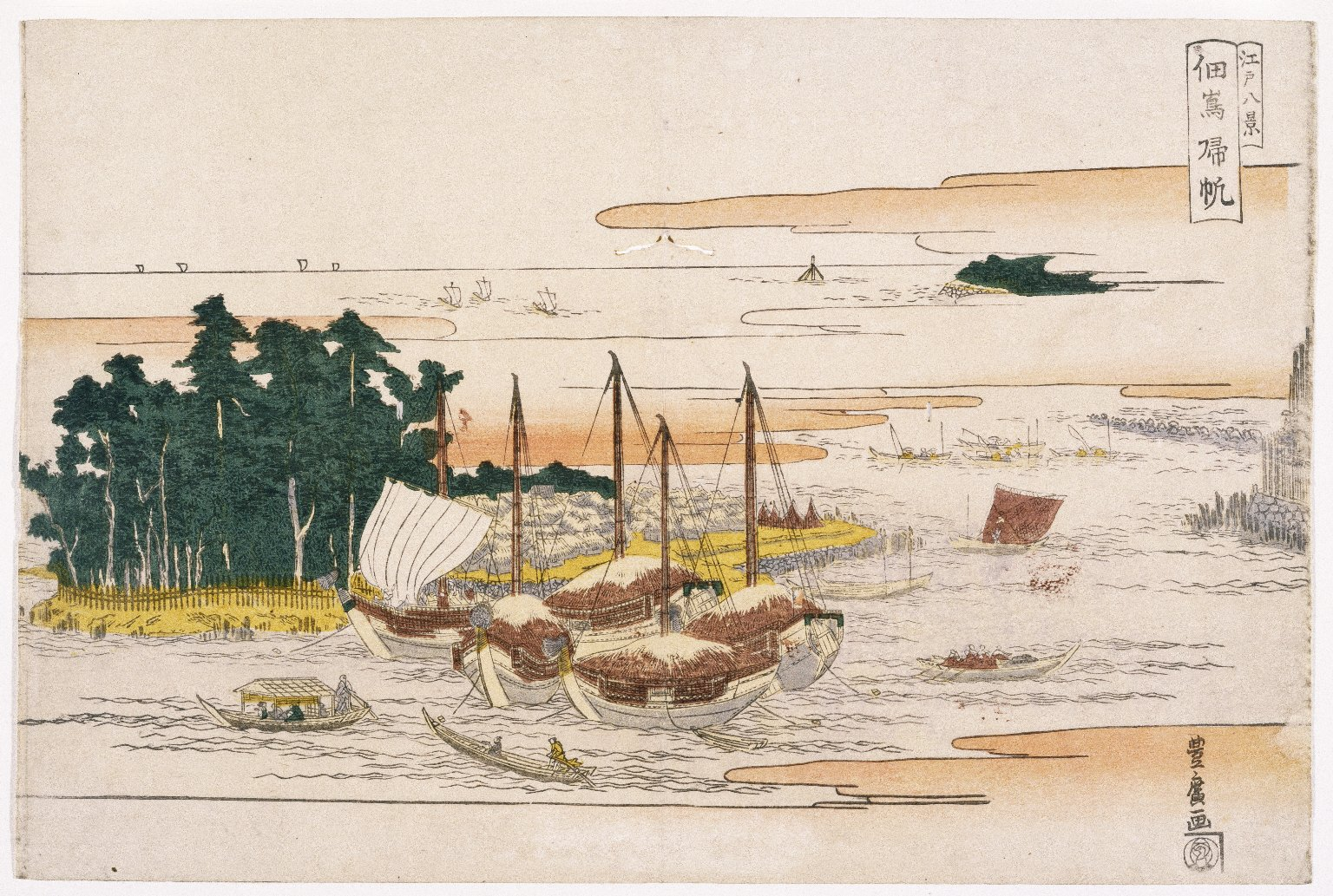
Hiroshige theo học Toyohiro tại trường nghệ thuật Utagawa.
Returning Sails at Tsukuda, từ Tám Cảnh Edo, đầu thế kỷ 19

Từ khi còn thơ ấu, ông đã bộc lộ được những tài năng thiên bẩm về hội họa. Cho đến năm mười tuổi, ông bắt đầu theo học tại các khóa học vẽ được dạy bởi Okajima Rinsai, một họa sĩ tới từ trường Kanō. Không lâu sau cái chết của cha mẹ mình, vào khoảng mười bốn tuổi, Hiroshige lúc đó dưới cái tên Tokutarō, đã chắp bút vẽ những bức tranh đầu tiên trong sự nghiệp của mình. Ông có ý định theo học Toyokuni của trường Utagawa, nhưng Toyokuni lúc này đã có quá đủ học viên để bận tâm. Thay vào đó, một thủ thư giới thiệu ông với Toyohiro cùng trường. Năm 1811, ông theo học tại xưởng của Utagawa Toyohiro, đây cũng là nơi hình thành nên những kỹ năng chính của ông, mà sẽ được sử dụng về sau. Một năm sau, tức 1812, Hiroshige đã được phép ký tên trên các tác phẩm mà ông thực hiện. Với nghệ danh Hiroshige và biệt danh của xưởng vẽ là Ichiyūsai (được chuyển thành Ichiryūsai vào 1832, đôi khi là Ryūsai). Việc thay đổi tên trong thời kỳ này mang ý nghĩa tượng trưng cho các bước ngoặt trong cuộc sống, đồng thời cũng để tạo sự may mắn cho người mang nó. Tương tự như vậy, sau khi người thầy qua đời vào năm 1828, ông được phép lấy tên Toyohiro II và tiếp quản xưởng vẽ. Tuy nhiên trên thực tế, ông đã không sử dụng mà giữ chúng như một di sản.
Ông cũng bắt đầu nghiên cứu các kỹ thuật của trường Kanō nổi danh, cùng loại hình nanga bắt nguồn từ Trường phái Phương Nam tại Trung Quốc, chủ nghĩa hiện thực của Môn phái Shijō, và cũng có thể là cả các kỹ thuật phối cảnh tuyến tính của nghệ thuật phương Tây và uki-e.
Công việc tập sự của Hiroshige bao gồm minh họa sách và các bản họa ukiyo-e đơn lẻ, chủ yếu về các nữ mỹ nhân và nghệ sĩ kịch kabuki, theo trường phái Utagawa. Đôi khi ông ký tên là Ichiyūsai  hoặc vào năm 1832 là Ichiryūsai. Vào thời gian đầu này, có khá ít tác phẩm được ông thực hiện, có lẽ phần nào do nghĩa vụ cứu hỏa của mình. Năm 1823, ông giao lại chức vụ trông coi hỏa hoạn cho người con trai của mình, mặc dù vẫn giữ vị trí luân phiên.
Hiroshige trải qua hai lần kết hôn: với người vợ đầu - không rõ tên - vào năm 1821, góa vợ năm 1839; Tiêp đến vào năm 1847, ông tái hôn với Yasu, người kém mình mười lăm tuổi. Với người vợ đầu, họ có một đứa con trai tên Nakajirō. Trong khi với người vợ thứ hai, họ nhận nuôi một cô con gái, tên là Tatsu, người sau này sẽ kết hôn với Hiroshige II và Hiroshige III, là hai đệ tử của Hiroshige. Năm 1849, ông chuyển đến sống tại căn nhà mới ở Kanōshindō, khu vực Nakabashi. Từ cuộc sống hàng ngày của mình, người ta biết được rằng ông cũng là một người đam mê ẩm thực. Tuy nhiên, vài tuổi 60 (năm 1856), ông chính thức trở thành một tu sĩ Phật giáo, sau khi thực hiện nghi thức cạo đầu.
Hiroshige qua đời trong trận đại dịch tả bùng phát trong thành phố Edo vào năm 1858 (ngày thứ sáu của tháng chín năm Ansei thứ 5, theo lịch Nhật Bản), bệnh dịch mà đã cướp đi mạng sống của 28.000 nạn nhân theo nó. Ông được chôn cất tại khu nghĩa trang thuộc Đền Asakusa Tōgakuji, với một nghi lễ truyền thống của samurai và được để tên là Genkōin Tokuo Ryūsai Shinji. Ông có một vài đệ tử, trong đó có hai người kế tục nghệ danh chính thống là Hiroshige II và Hiroshige III. Còn lại là một số khác như Utagawa Shigemaru, Utagawa Shigekiyo, Utagawa Hirokage, Shōsai Ikkei, v.v.

## Chủ đề nghệ thuật
Phải mãi đến những năm 1829–1830, Hiroshige mới bắt đầu sáng tác những bản họa phong cảnh nổi tiếng cho tới hiện nay, chẳng hạn như loạt Tám cảnh Ōmi. Các bản họa giữa chim và hoa cũng được tạo ra với số lượng ngày các nhiều trong thời gian này. Khoảng năm 1831, loạt Mười danh thắng Đông Đô của ông xuất hiện, dường như chúng chịu ảnh hưởng từ Hokusai, người có loạt bản họa phong cảnh nổi tiếng là Ba mươi sáu cảnh Núi Phú Sĩ  cũng được công bố gần thời gian đó.
 Được mời tham dự một cuộc diễu binh tới Kyoto vào năm 1832, đã tạo cho Hiroshige cơ hội được du hành và trải nghiệm dọc theo tuyến đường huyết mạch Tōkaidō, nối tiền giữa hai thủ đô lúc đó là Kyoto và Edo (Tokyo hiện tại). Ông phác họa khung cảnh dọc trên đường đi, để rồi khi trở về Edo, ông đã sản xuất loạt bản họa Năm mươi ba trạm nghỉ của Tōkaidō, trong đó bao gồm cả một số tác phẩm nổi tiếng của ông.  Hiroshige gặt hái được thành công của loạt tranh này tương tự như cách đã làm với các tác phẩm khác, chẳng hạn như Bản Minh Họa Các Đia Danh tại Naniwa (1834), Các Địa Danh Nổi Tiếng tại Kyoto (1835) và Tám Cảnh Ōmi (1834). Vì chưa bao giờ đặt chân đến phía tây của Kyoto, nên các minh họa của ông về Naniwa (Osaka hiện đại) và tỉnh Ōmi được dựa trên những tài liệu được tìm thấy trong sách và tranh vẽ. 

Bản họa trong loạt tác phẩm Năm mươi ba trạm nghỉ của Tōkaidō
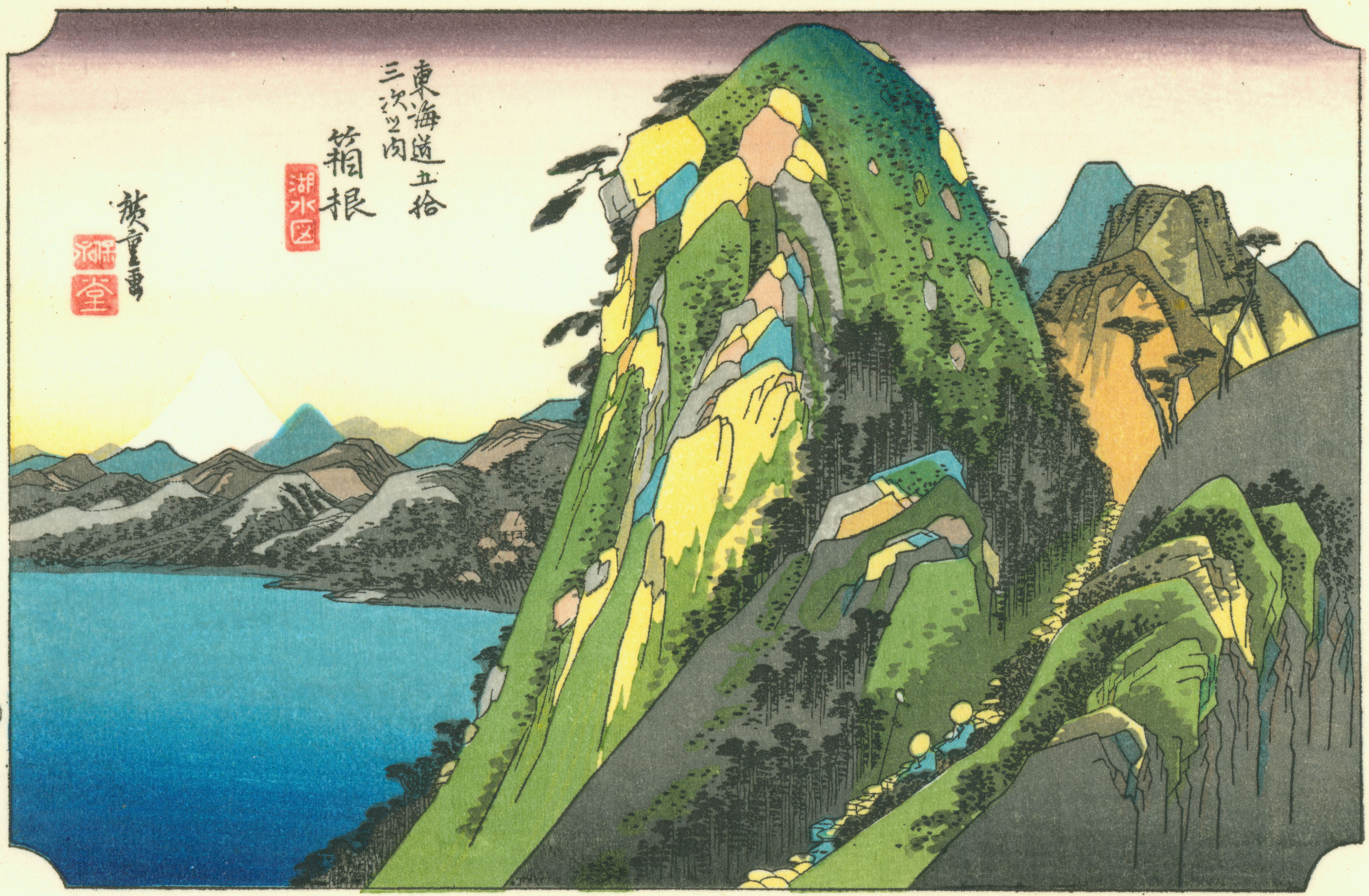
10. Trạm Hakone
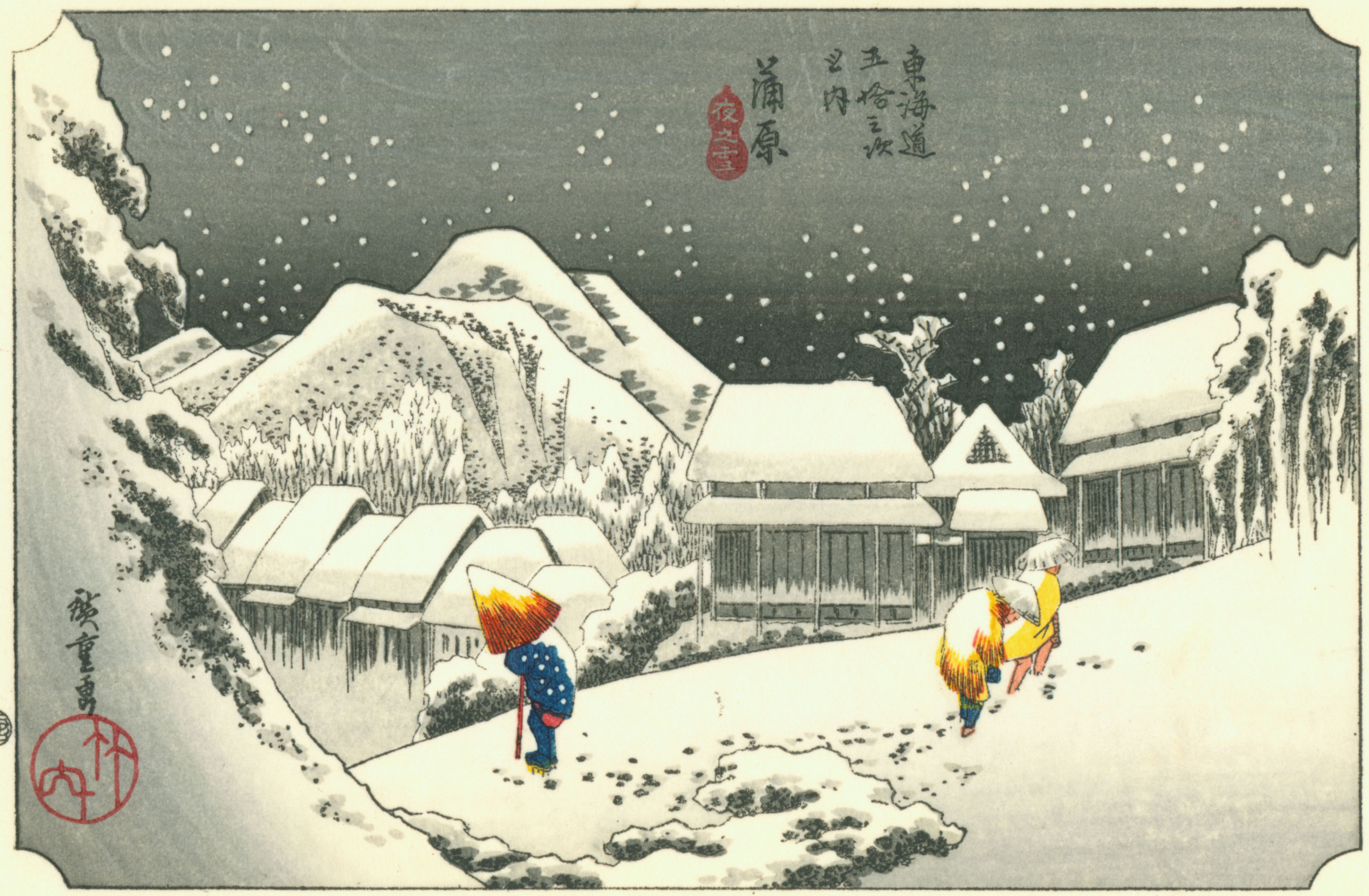
15. Trạm Kambara
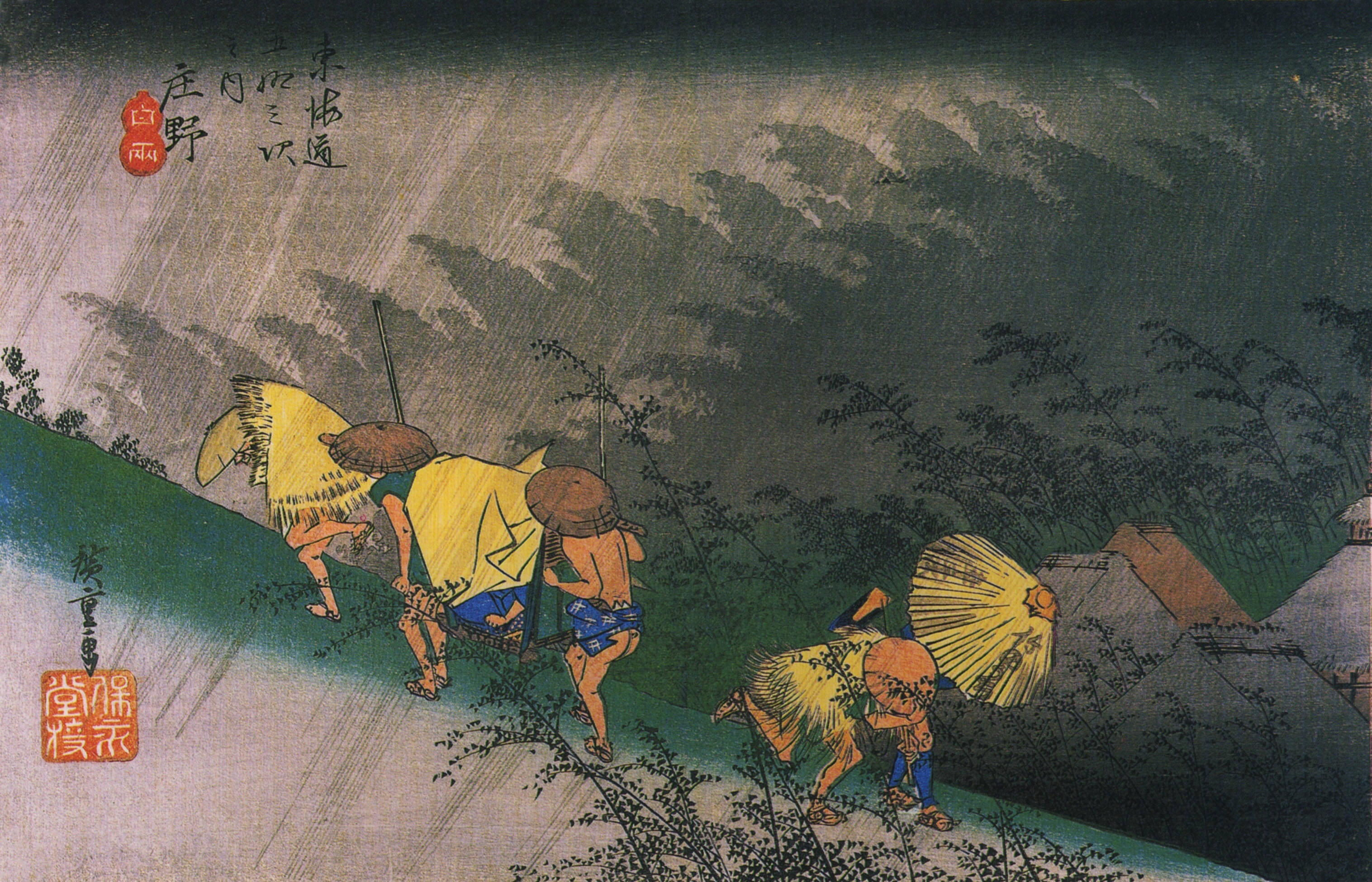
45. Trạm Shōno

 Người vợ đầu của Hiroshige đã giúp tài trợ các chuyến đi của ông tới những địa danh du lịch, một số lần bà đã phải bán một số quần áo và những chiếc lược trang trí của mình. Bà mất vào tháng 10 năm 1838, Hiroshige sau đó tái hôn với Oyasu, là cô con gái mười sáu tuổi của một nông dân tên là Kaemon tại tỉnh Tōtōmi.

Khoảng năm 1838, Hiroshige xuất bản hai loạt tác phẩm mang tên Tám cảnh thiên nhiên tại Edo, mỗi bản in kèm theo một bài thơ kyōka hóm hỉnh. Sáu mươi chín trạm nghỉ của Kiso Kaidō  được in trong khoảng những năm 1835 đến 1842, đồng sản xuất với Keisai Eisen, trong đó gồm bốn mươi sáu bản họa của Hiroshige trên tổng số bảy mươi tác phẩm. Hiroshige cũng thực hiện 118 bản cho loạt Trăm danh thắng Edo  vào thập kỷ cuối đời, bắt đầu từ năm 1848. 

Tác phẩm từ hai loạt Trăm danh thắng Edo và Ba mươi sáu cảnh núi Phú Sĩ
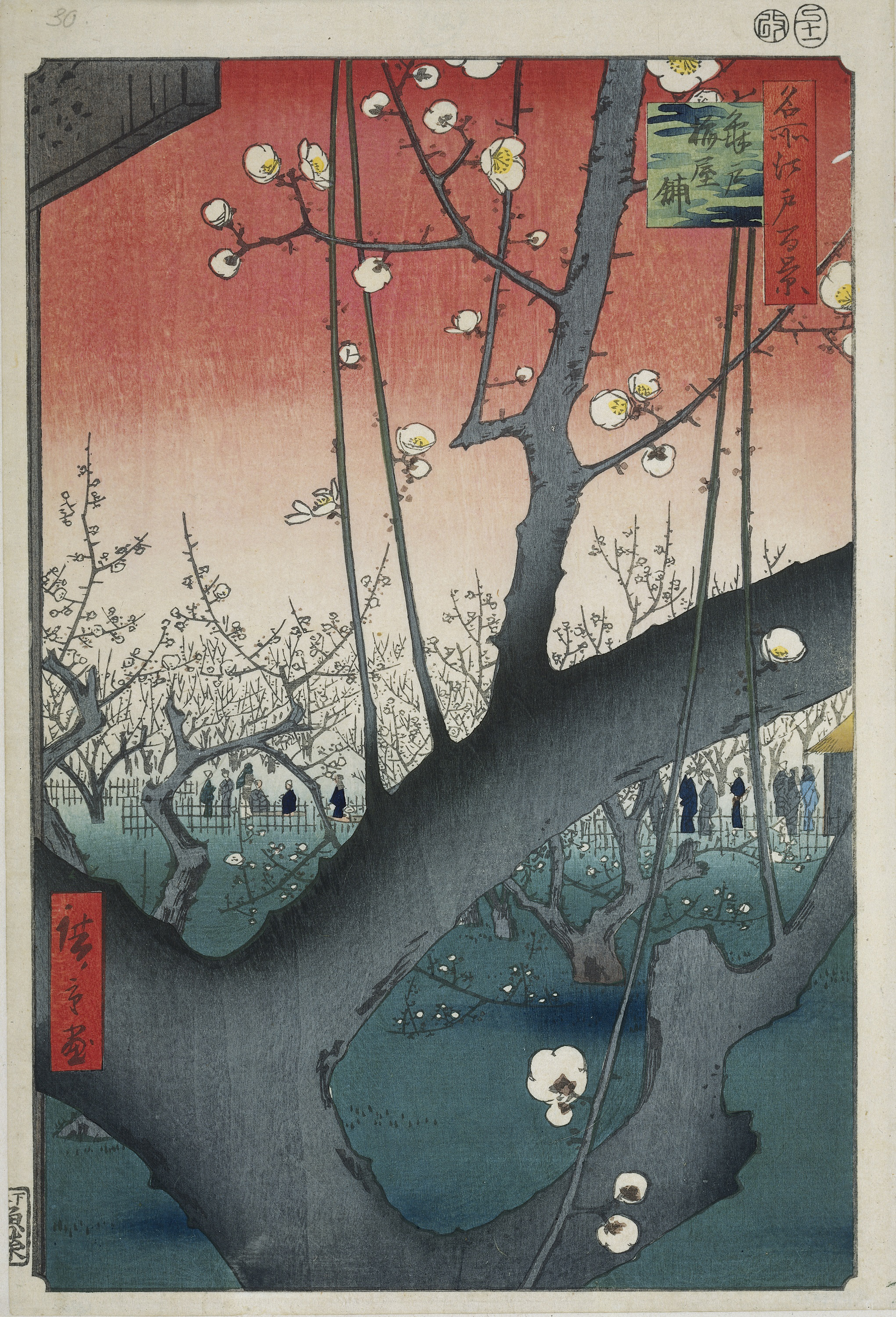
Edo, 30. Vườn mơ ở Kameido
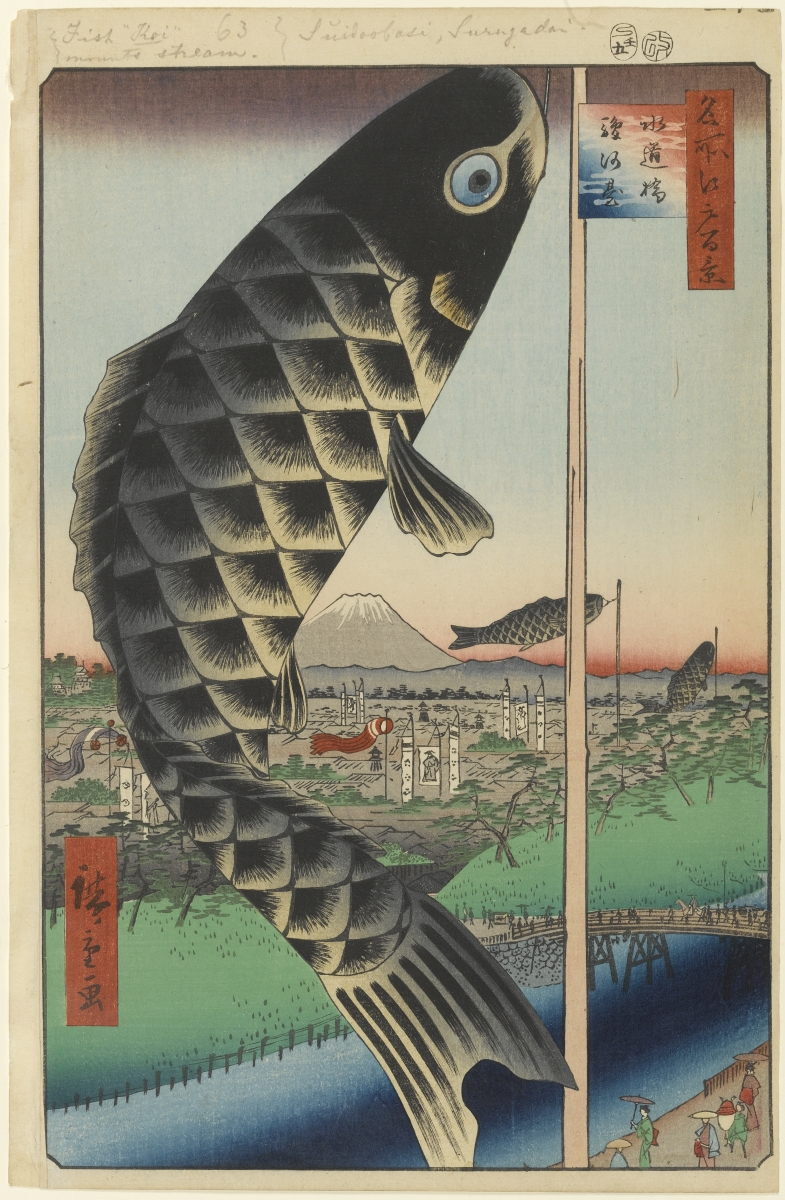
Edo, 63: Cầu Suidou và Khu phố Surugadai
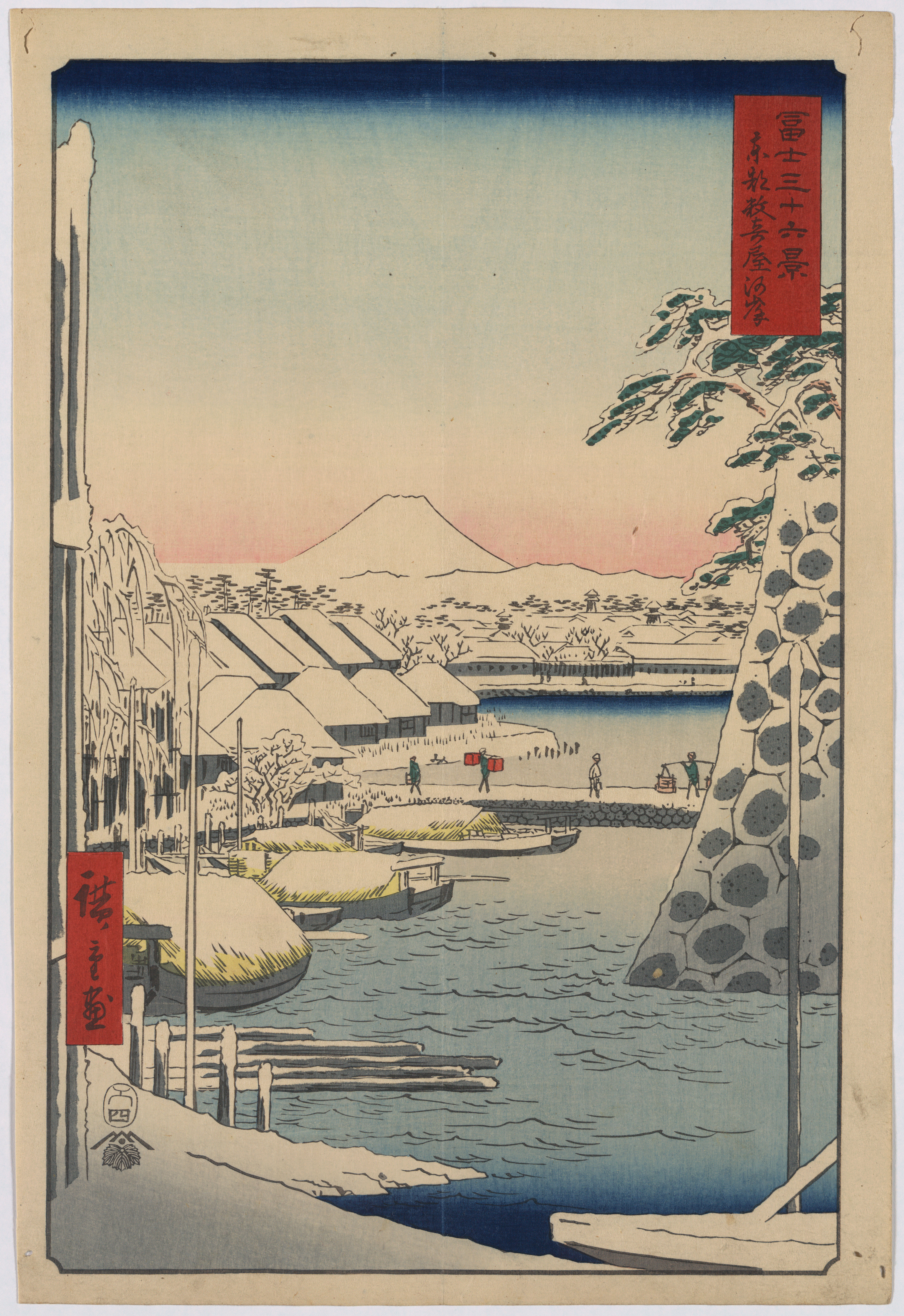
Núi Phú Sỹ, 3. Sukiyagashi ở Thủ đô phía Đông
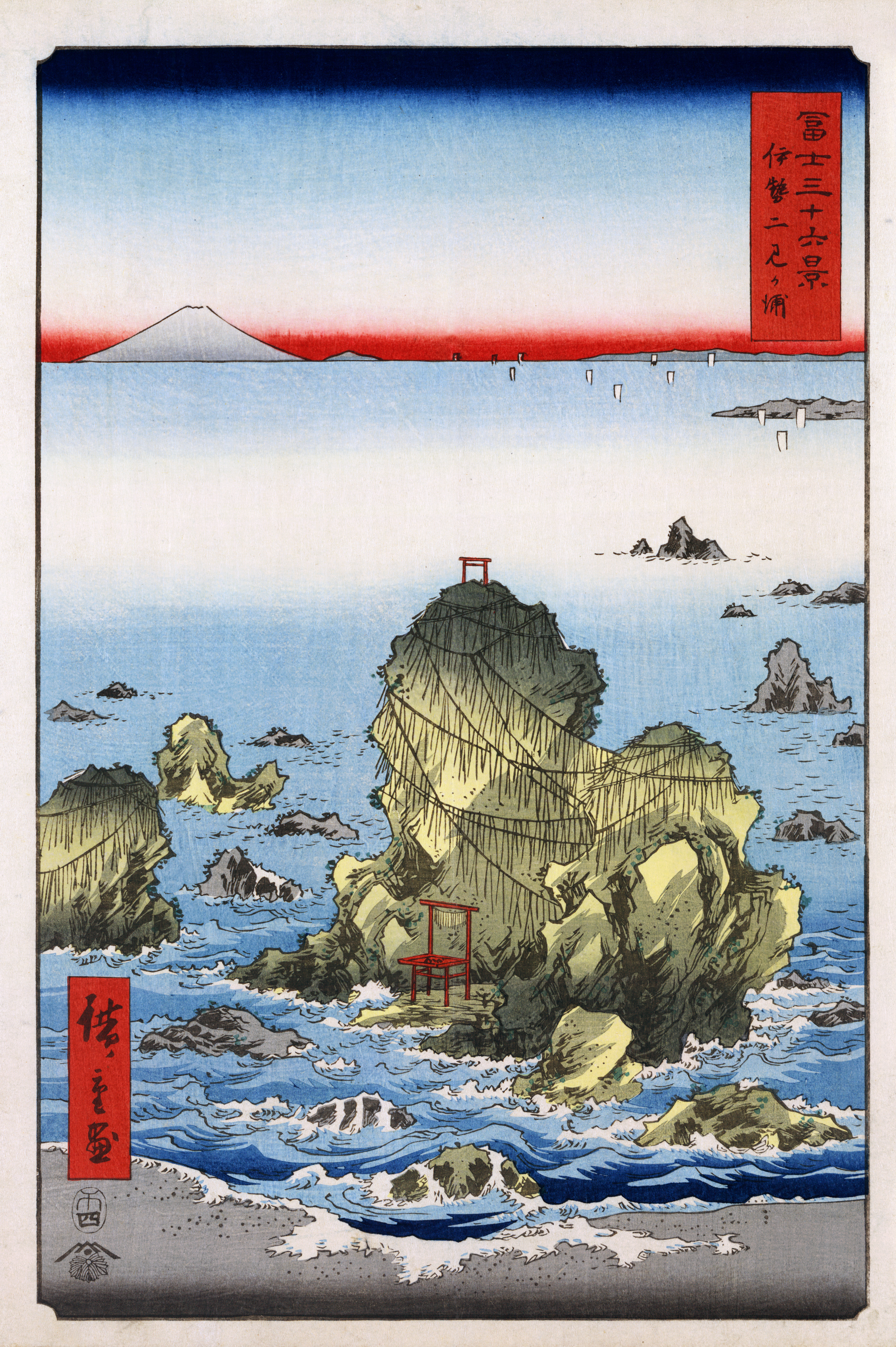
Núi Phú Sỹ, 27. Vịnh Futami ở tỉnh Ise

 Hiroshige sống trong doanh trại cho đến năm 43 tuổi. Cha ông Gen'emon và vợ qua đời vào năm 1809, khi Hiroshige 12 tuổi, chỉ vài tháng sau khi truyền lại chức vụ này cho ông. Mặc dù thời gian là một lính cứu hỏa của ông khá ngắn, ông vẫn không bao giờ trốn tránh trách nhiệm này, ngay cả khi ông theo học nghệ thuật tại xưởng của Utagawa Toyohiro. Cuối cùng, ông đã chuyển vị trí lính cứu hỏa của mình cho anh trai, Tetsuzo, vào năm 1823, người này cũng đã lần lượt truyền lại nhiệm vụ cho con trai của Hiroshige vào năm 1832. 

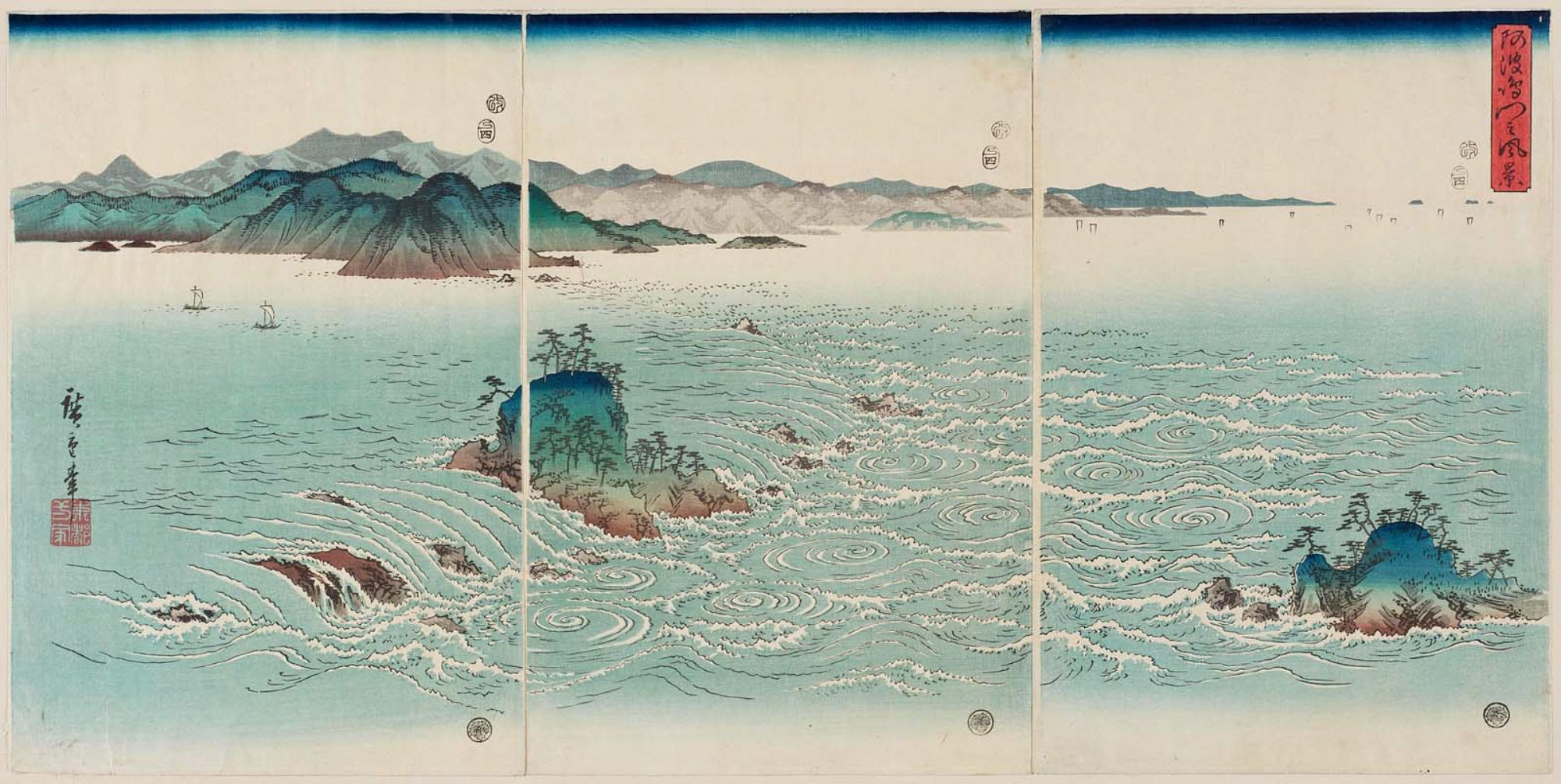
Cảnh xoáy nước tại Awa triptych, 1857, một phần của loạt tác phẩm "Tuyết, Mặt trăng và Hoa"

### Học trò của Hiroshige
Hiroshige II là một họa sĩ in trẻ tuổi, Chinpei Suzuki, người đã kết hôn với con gái của Hiroshige, Otatsu. Ông có nghệ danh "Shigenobu". Hiroshige có ý định biến Shigenobu thành người thừa kế của mình, Shigenobu đã kế tục nghệ danh "Hiroshige" sau cái chết của người thầy vào năm 1858, do đó ngày nay còn được gọi là Hiroshige II. Tuy nhiên, cuộc hôn nhân với Otatsu gặp nhiều trắc trở, đến năm 1865 họ ly thân. Otatsu đã tái hôn với một học trò cũ khác của Hiroshige, Shigemasa, người đã hợp nhất vào dòng dõi gia đình và ngày nay được gọi là Hiroshige III. Cả Hiroshige II và Hiroshige III hướng theo những phong cách đặc biệt dựa trên cơ sở của Hiroshige, nhưng không đạt được đến được thành công và nhận được công nhận giống như người thầy của họ. Các học trò khác của Hiroshige I bao gồm Utagawa Shigemaru, Utagawa Shigekiyo và Utagawa Hirokage. 

Tác phẩm của học trò Hiroshige
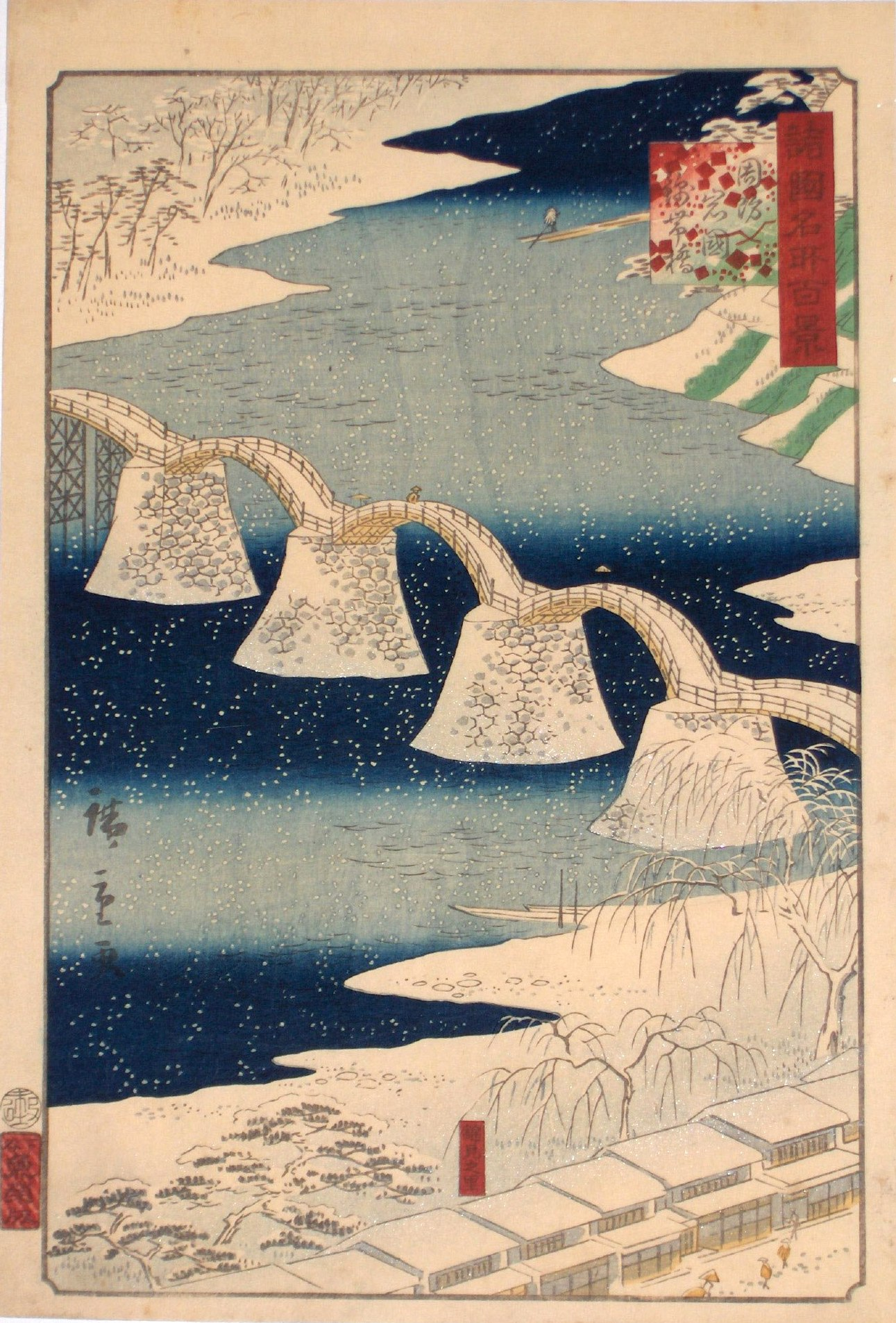
Suō Iwakuni, Hiroshige II, 1859
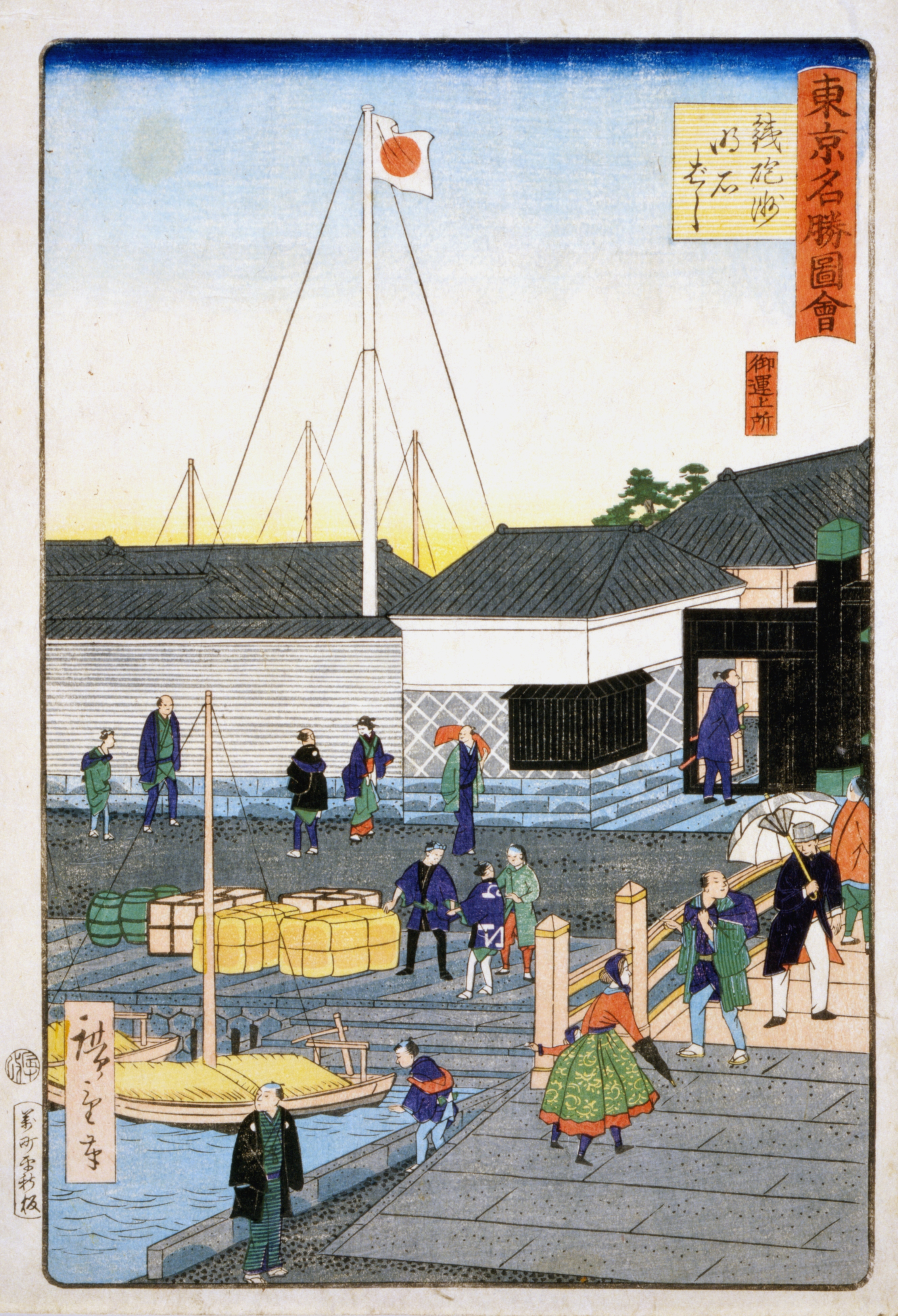
Teppōzu Akashi-bashi, Hiroshige III, 1870
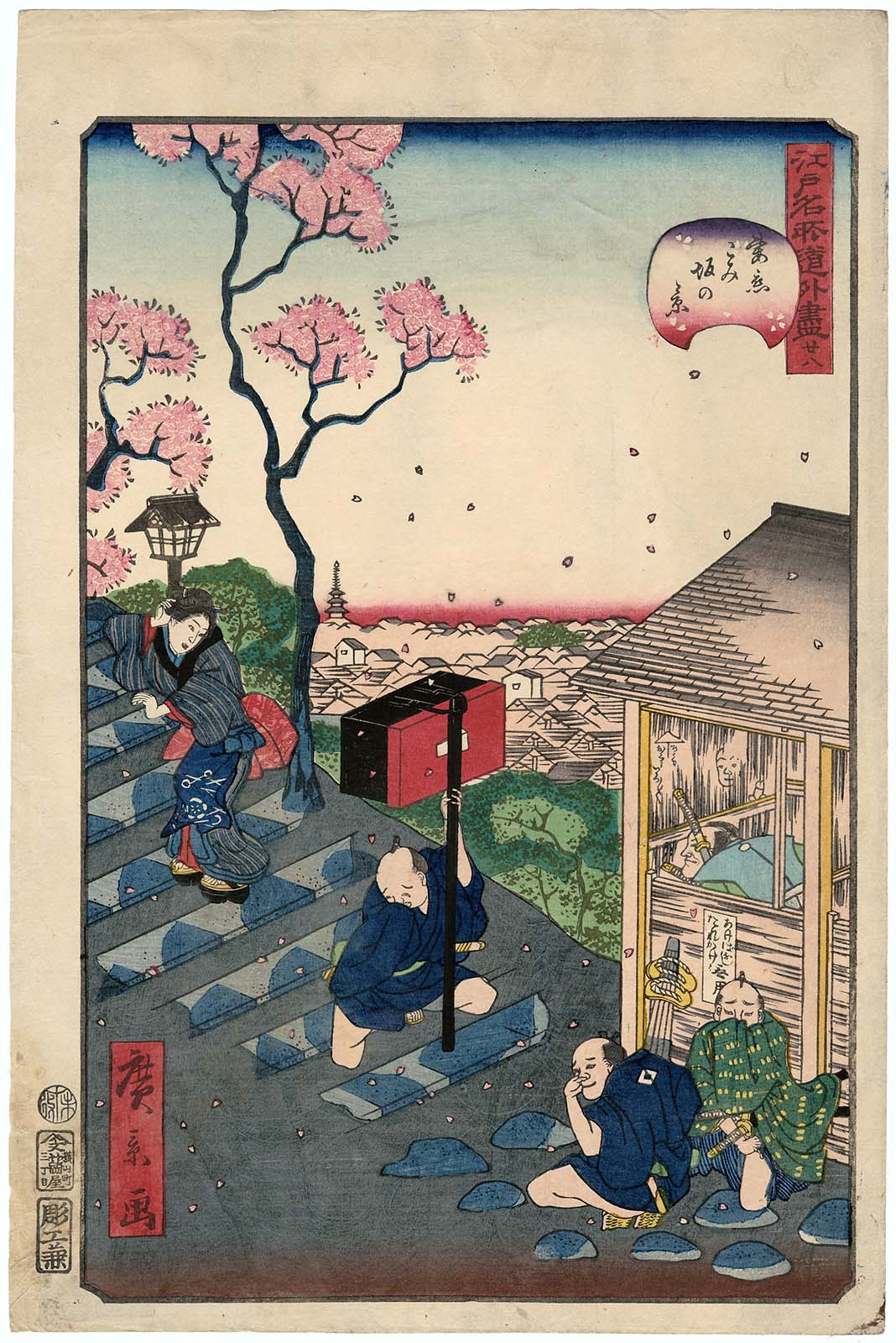
Tsumagoi Gomizaka no kei, Hirokage, 1859

## Về già

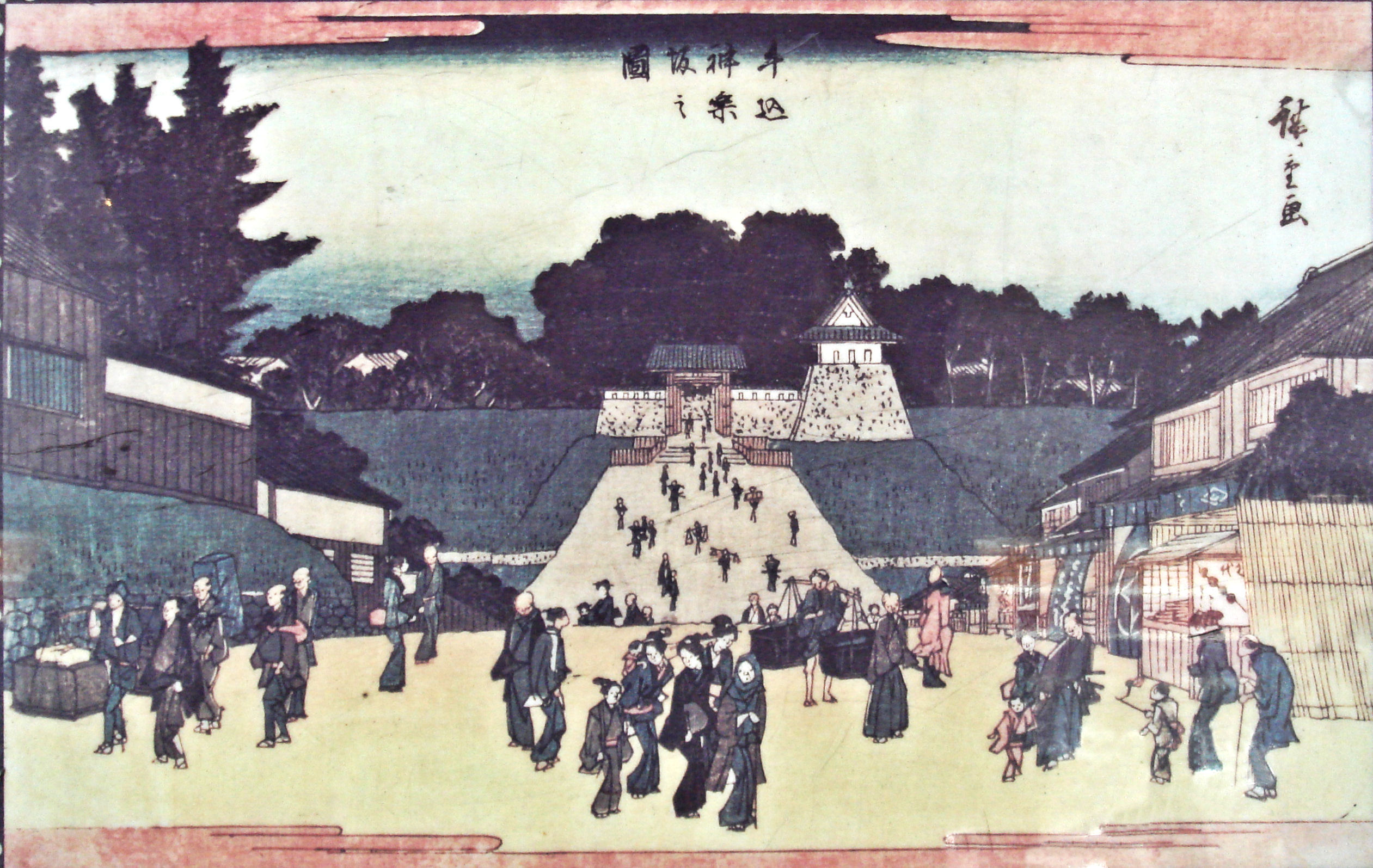
Quang cảnh cầu Ushigome và Kagurazaka dẫn đến lâu đài Edo (込 神 楽 坂 の 図), bởi Utagawa Hiroshige, 1840.

Trong những năm tháng cuối cuộc đời, Hiroshige vẫn thực hiện hàng ngàn bản họa để đáp ứng nhu cầu của công chúng, nhưng rất ít tác phẩm đạt được phong độ tốt như thời kỳ đầu và giữa của ông. Ông chưa bao giờ sống trong sự thoải mái về mặt tài chính, ngay cả khi về già. Một phần không nhỏ, từ việc mức hoa hồng với mỗi loạt bản họa của ông tương đối thấp, mặc dù vậy ông vẫn luôn tạo ra những kiệt tác khi gặp điều kiện thuận lợi — Một Trăm Danh Thắng của Edo (名所江戸百景 Meisho Edo Hyakkei) được đặt tiền trước bởi một vị linh mục Phật giáo giàu có đang có tình ý với con gái của nhà xuất bản Uoya Eikichi (từng là người bán cá).
Vào năm 60 tuổi, 1856, Hiroshige "giã từ thế tục", cạo đầu trở thành một tu sĩ Phật giáo; đây cũng là năm ông bắt đầu Một Trăm Danh Thắng của Edo. Hiroshige qua đời tuổi 62 trong trận đại dịch tả ở Edo năm 1858 và được chôn cất tại một ngôi chùa Thiền Tông ở Asakusa. Ngay trước khi mất, ông có để lại một bài thơ:
"Ta đặt cọ vẽ tại phía Đông
Và tạo nên hành trình của riêng mình.
Để ta thấy những miền đất nổi tiếng phía Tây."
(Vùng đất phía Tây được đề cập ở đây chỉ vùng đất Tōkaidō trải dài giữa Kyoto và Edo, nhưng nó cũng được hiểu như lối dẫn đến cõi cực lạc của Đức Phật Amida).
Bất chấp năng suất hoạt động và sự nổi tiếng của mình, Hiroshige không giàu có, ông nhận được ít hoa hồng hơn so với những nghệ sĩ khác có nhu cầu, bằng khoảng gấp đôi mức lương trong ngày của một người lao động. Mong muốn của ông là dùng chúng để thanh toán các khoản nợ. 

## Các tác phẩm

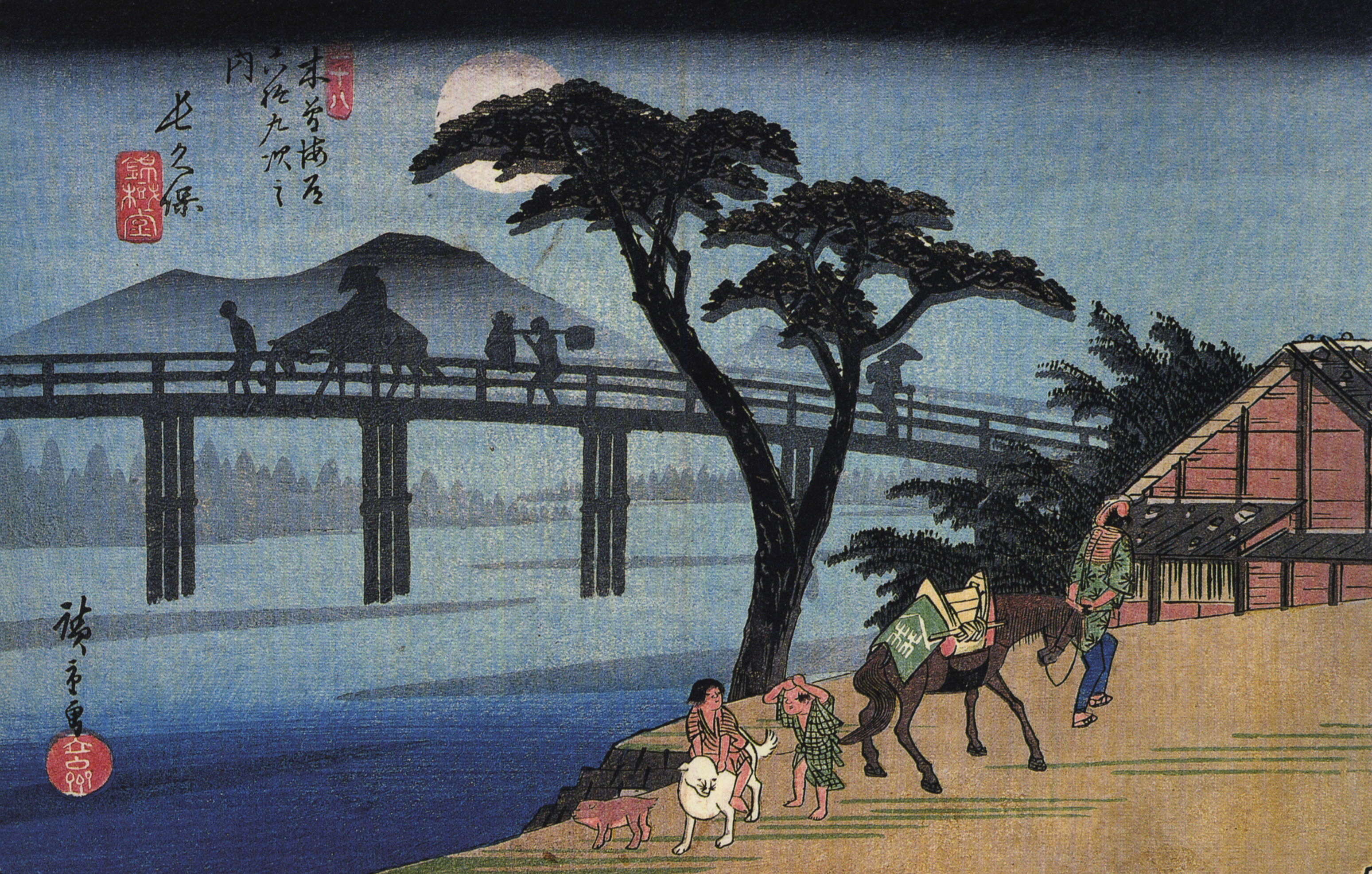
Một bản họa được in tối màu tên "Người đàn ông băng qua cầu trên lưng ngưa". Từ loạt Sáu mươi chín Trạm của Kiso Kaidō, đây là Cảnh 28 và Trạm 27 tại Nagakubo-shuku, mô tả cây cầu Wada bắc qua sông Yoda.

Trong suốt sự nghiệp nghệ thuật của mình, Hiroshige đã sáng tác hơn 8.000 tác phẩm. Tuy nhiên ở thời kỳ đầu, chúng chỉ được giới hạn theo các chủ đề phổ biến của ukiyo-e như về phụ nữ (美人画 bijin-ga) và nghệ sĩ kịch (役者絵 yakusha-e). Sau khi người thầy Toyohiro qua đời, Hiroshige thực hiện một bước ngoặt lớn trong sự nghiệp, với loạt bản họa phong cảnh năm 1831 Danh thắng Đông Đô (東都名所 Tōto Meisho) được giới phê bình đánh giá cao về bố cục và màu sắc.  Để phân biệt với các bản họa Edo khác cũng của Hiroshige, chúng được gọi là là Ichiyūsai Gakki, bắt nguồn từ việc chúng được ký tên Ichiyūsai Hiroshige. Loạt Năm mươi ba Trạm của Tōkaidō (1833–1834), tiếp tục gặt hái được thành quả. Được đúc kết từ những chuyến đi thực tế của Hiroshige, với quãng hành trình dài 490 kilômét (300 mi). Chúng được đánh dấu chi tiết về ngày tháng, địa điểm cùng với các giai thoại về những người bạn đồng hành của ông. Trên thực tế, loạt bản họa này nổi tiếng đến mức ông đã tái bản thêm ba phiên bản khác, một trong số đó được thực hiện chung với Kunisada. Hiroshige tiếp tục sản xuất hơn 2000 bản in khác nhau về Edo và các trạm bưu điện Tōkaidō, cũng như loạt các tác phẩm như Sáu mươi chín trạm của Kisokaidō (1834–1842) và Ba mươi sáu cảnh núi Phú Sĩ (1852–1858). Ước tính trong tổng số 5000 tác phẩm của ông, những bản họa phong cảnh này chiếm tỷ lệ lớn nhất trong mọi thể loại.
Hiroshige thống trị thể loại in phong cảnh với những tác phẩm độc đáo của mình, lúc này quy mô vẫn còn nhỏ so với loại tranh phong cảnh truyền thống có nguồn gốc từ Trung Quốc, như của họa sĩ Sesshu. Các bản họa hành trình thường mô tả các lữ khách dọc tuyến đường trên nền là những địa điểm nổi tiếng, theo từng điểm dừng khác nhau trên đường đi. Họ thực hiện các chuyến đi trong hầu hết các mùa không kể mưa hay tuyết. Năm 1856, ông hợp tác với nhà xuất bản Uoya Eikichi, tạo nên một loạt các bản in sang trọng, với việc thực hiện các kỹ thuật in tốt nhất bao gồm phân loại màu, quét mica (tạo nên hiệu ứng óng ánh độc đáo), in nổi, in vải, và in keo (trong đó mực được trộn với keo để tạo hiệu ứng lấp lánh). Hiroshige đã đi tiên phong trong việc sử dụng định dạng dọc trong in phong cảnh với loạt Những danh thắng tại hơn sáu mươi tỉnh thành. Tiếp đến là loạt Một Trăm Danh Thắng của Edo (được xuất bản từ năm 1856 đến 1859) cũng trở nên vô cùng nổi tiếng. Loạt này đã được xuất bản sau khi Hiroshige qua đời với một số bản họa vẫn còn dang dở, dù rằng ông đã tự mình tạo ra hơn 100 bản. Hai bản họa khác đã được thêm vào bởi Hiroshige II sau khi ông mất.

## Ảnh hưởng

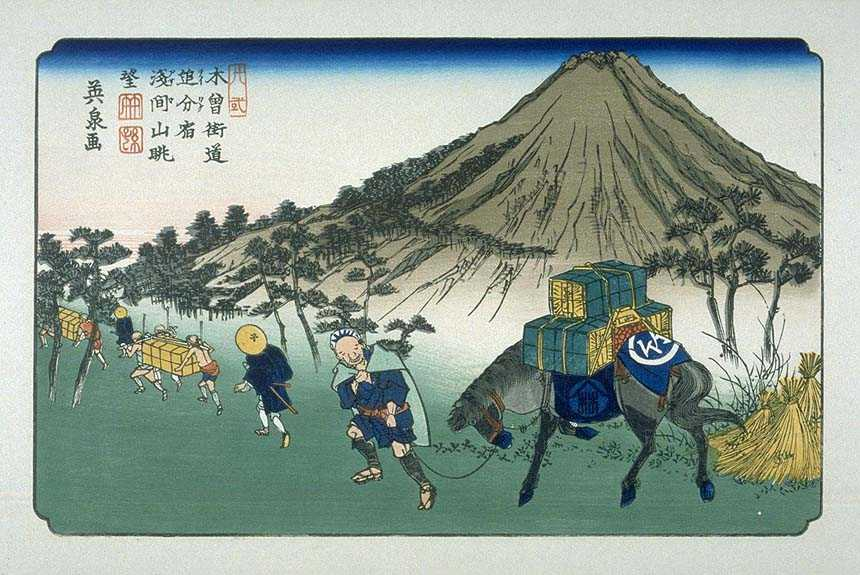
Keisai Eisen từng hợp tác và được truyền cảm hứng bởi Hiroshige.
Trạm Oiwake, Sáu mươi chín Trạm của Kiso Kaidō, những năm 1830

Hiroshige từng là thành viên trường Utagawa, cùng với Kunisada và Kuniyoshi. Trường Utagawa gồm hàng chục nghệ sĩ tiêu biểu, giữ vị trí quan trọng trong giới in mộc bản thế kỷ 19.  Các thành viên của trường Utagawa thông thạo hầu hết tất cả các loại hình ukiyo-e phổ biến lúc đó, đáng chú ý nhất là các bản họa về kịch sĩ và lịch sử.
Vào thời kỳ của Hiroshige, ngành công nghiệp in đang trong giai đoạn phát triển bùng nổ, nhu cầu tiêu thụ của công chúng giờ đây cũng tăng cao nhanh chóng. Nếu như trước đây, hầu hết các bản họa được phát hành theo các bộ nhỏ, chẳng hạn như mười đến mười hai mẫu với mỗi loạt. Thì giờ đây, các loạt bản họa được sản xuất với số lượng lớn để đáp ứng nhu cầu thị trường, xu hướng này cũng có thể thấy ở Hiroshige, như Sáu mươi chín Trạm của Kisokaidō và Một Trăm Danh Thắng của Edo .
Về phong cách, Hiroshige đặc biệt được chú ý với việc sử dụng nhiều chi tiết khác lạ như đặc điểm thời tiết từng mùa hay màu sắc dễ gây ấn tượng. Ông cũng đặc biệt gắn bó với những bản họa meisho-e (名所絵) về những địa danh nổi tiếng. Trong thời kỳ Edo, du lịch cũng đang đồng thời bùng nổ, thu hút nhiều sự quan tâm. Xuất hiện nhiều bản hướng dẫn du lịch về các thị trấn dọc  các tuyến đường như Tōkaidō, nối liền Edo với Kyoto. Với nền văn hóa du lịch mới nổi này, Hiroshige thực hiện những chuyến du hành cho riêng mình, cũng như vẽ minh họa cho các cuộc phiêu lưu của nhà văn khác, nhằm khơi gợi hứng cảm hứng sáng tác. Ví dụ, trong Năm mươi ba Trạm nghỉ của Tōkaidō (1833), ông mô tả những giai thoại bắt nguồn từ Du ngoạn biển Đông (東海道中膝栗毛 Tōkaidōchū Hizakurige, 1802-1809) viết bởi Jippensha Ikku, một cuốn truyện hài kể về cuộc phiêu lưu của hai vị lữ khách vụng về, cùng chung một hành trình.
Năm mươi ba Trạm nghỉ của Tōkaidō (1833–1834) và Một Trăm Danh Thắng của Edo (1856–1858) đã có những ảnh hướng lớn đến những danh họa theo trường phái Ấn tượng tại Pháp như Monet. Vincent van Gogh đã sao chép lại hai trong loạt Một Trăm Danh Thắng của Edo, nằm trong bộ sưu tập các bản họa ukiyo-e của ông. Phong cách của Hiroshige cũng ảnh hưởng đến Mir iskusstva, một phong trào nghệ thuật tại Nga thế kỷ 20, tiêu biểu có Ivan Bilibin và Mstislav Dobuzhinsky.
"Tôi thường chọn ra một góc nhìn của riêng mình để rồi hòa chúng lại, tạo nên những cảm giác độc đáo, mới lạ; những lúc như vậy, dường như có một hình ảnh Hiroshige lập tức hiện hữu trước mắt tôi"— Mstislav Dobuzhinsky

Cézanne và Whistler cũng nằm trong số những họa sĩ chịu ảnh hưởng của Hiroshige. Louise Gonse, giám đốc truyền cảm hứng của Gazette des Beaux-Arts đồng thời là tác giả của hai tập truyện L'rt Japonais năm 1883, từng ca ngợi Hiroshige là họa sĩ vẽ tranh phong cảnh vĩ đại nhất thế kỷ 19.

Hai bản sao của Van Gogh
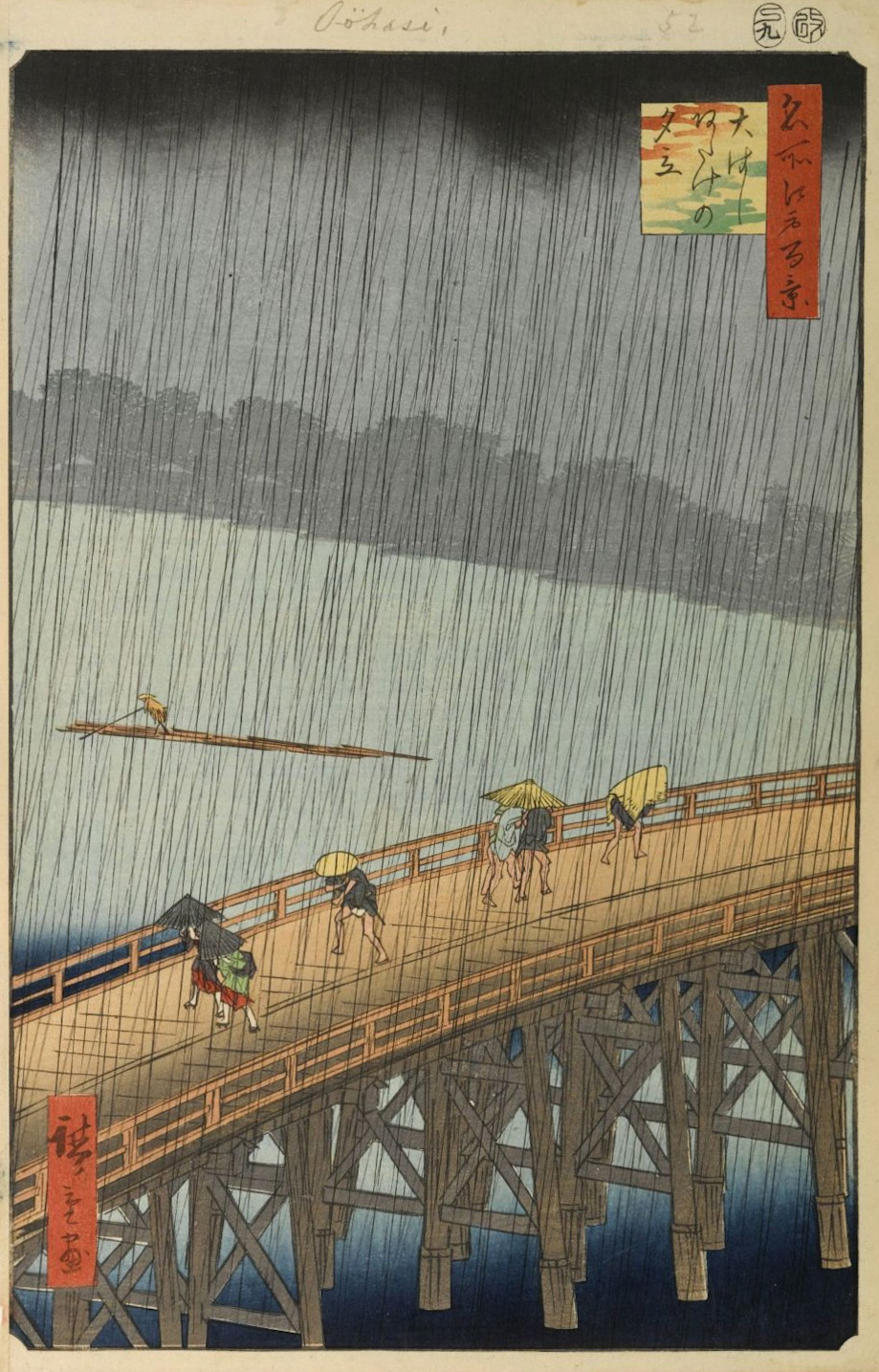
Trận mưa đột ngột trên cầu Shin-Ohashi và Atake (1857), trong trong Trăm danh thắng Edo, Hiroshige Hiroshige
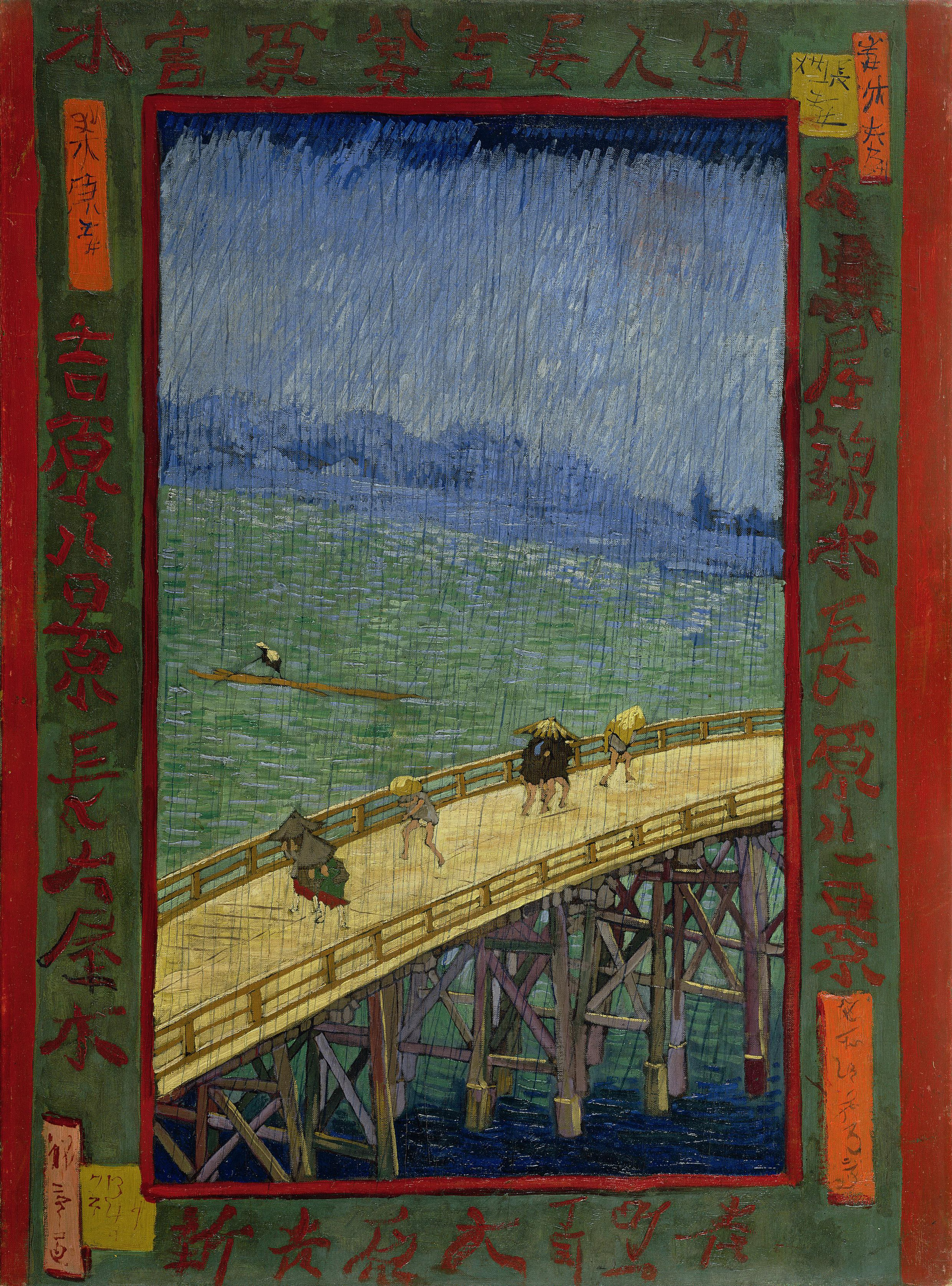
Cầu trong mưa (dựa theo Hiroshige) (1887), tranh sơn dầu từ Japonaiserie, Vincent van Gogh.
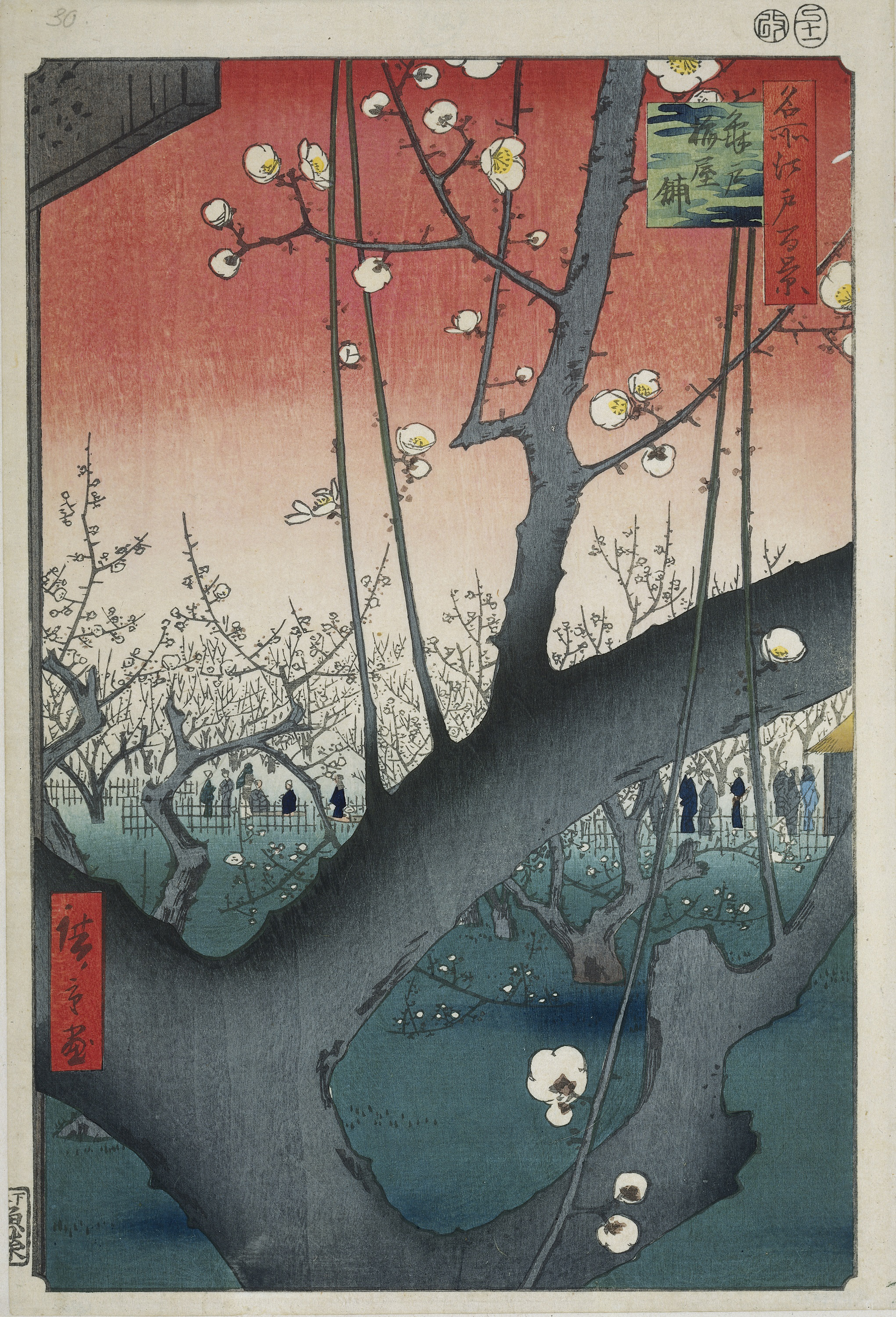
Vườn mơ ở Kameido (1857), trong Trăm danh thắng Edo'Trăm danh thắng Edo, Hiroshige
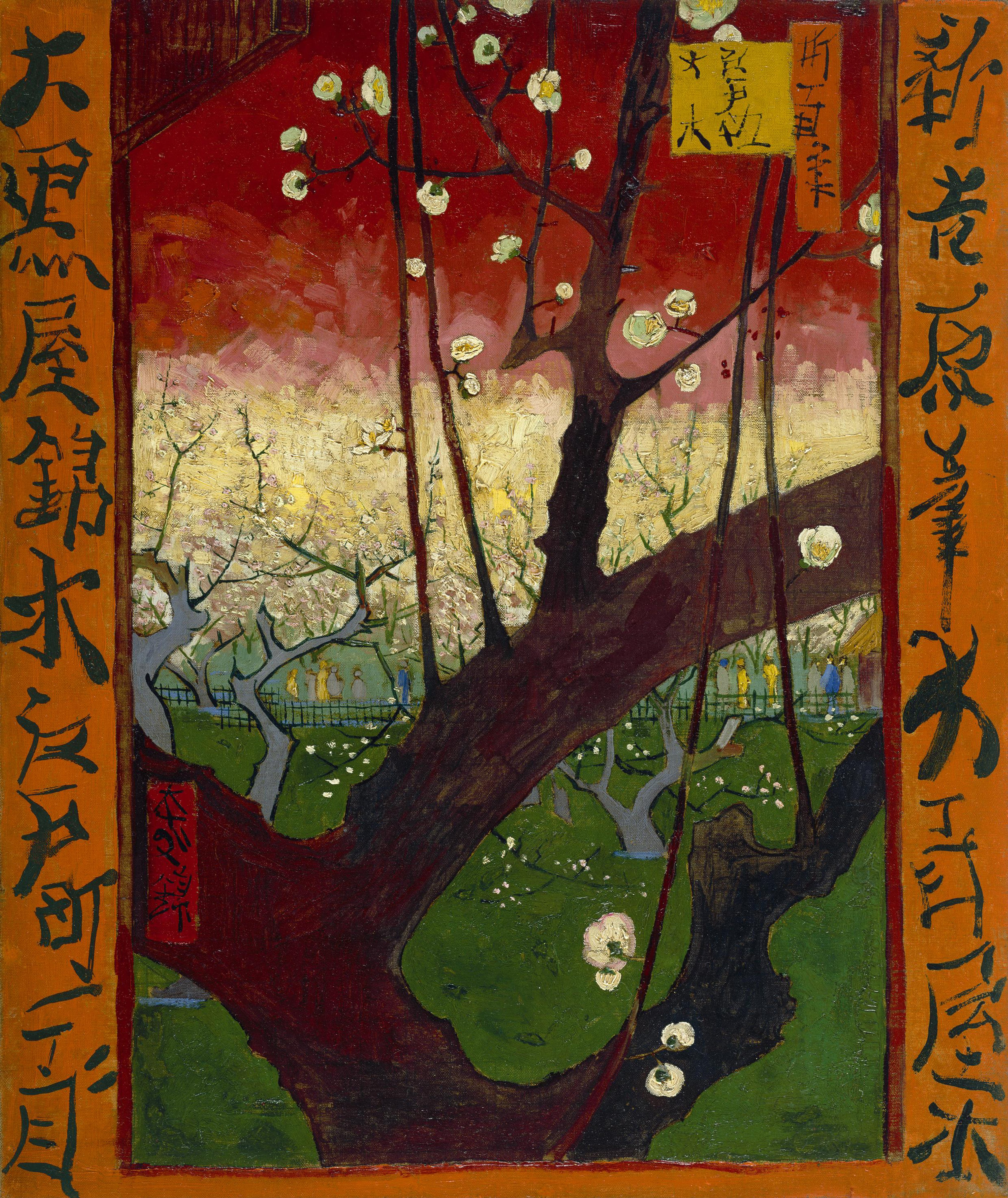
Cây Hoa Mơ (dựa theo Hiroshige) (1887), từ Japonaiserie, Vincent van Gogh. Hiện nằm trong bộ sưu tập của Bảo tàng Van Gogh, Amsterdam

## Bộ sưu tập

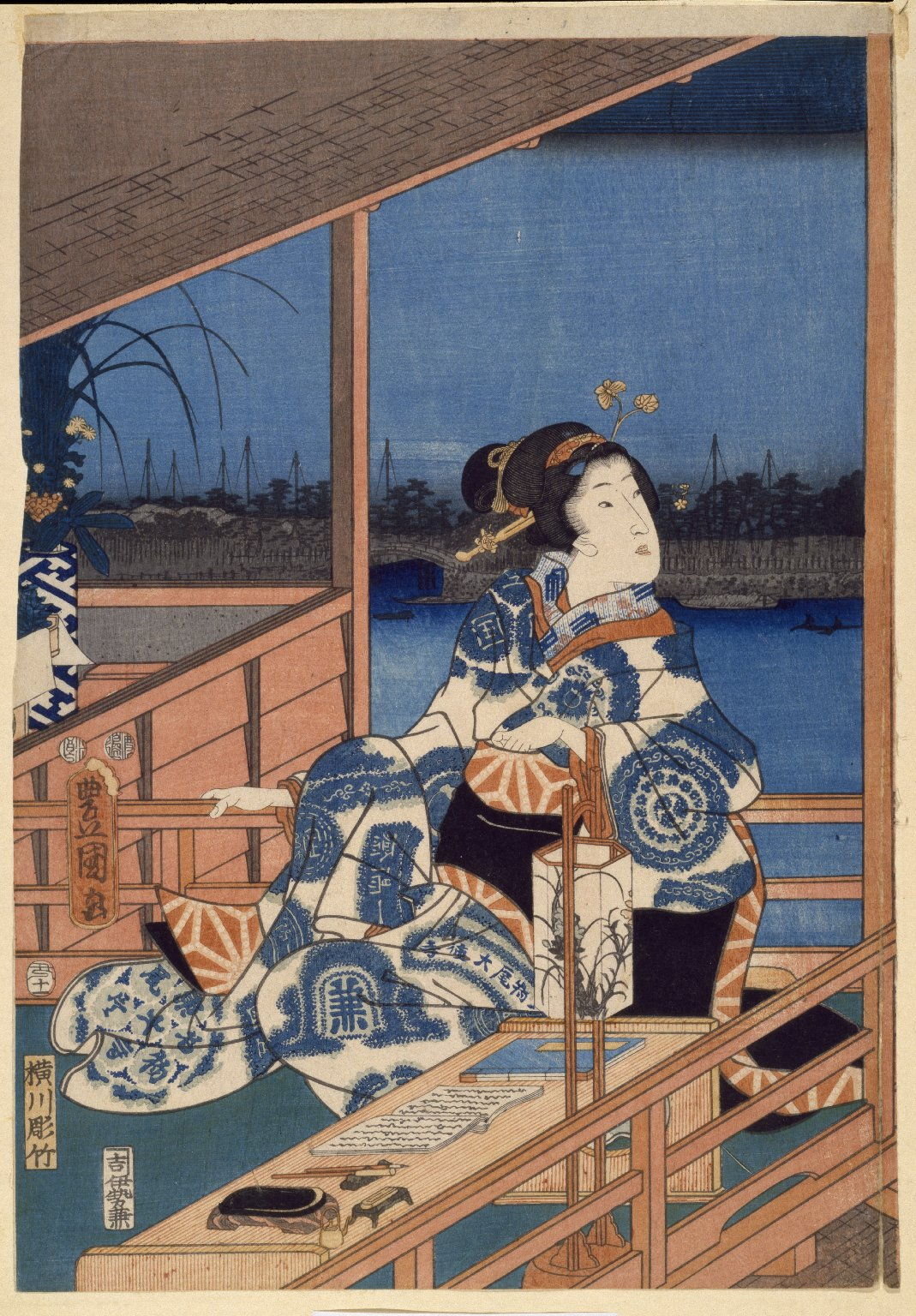
Moonlight View of Tsukuda with Lady on a Balcony
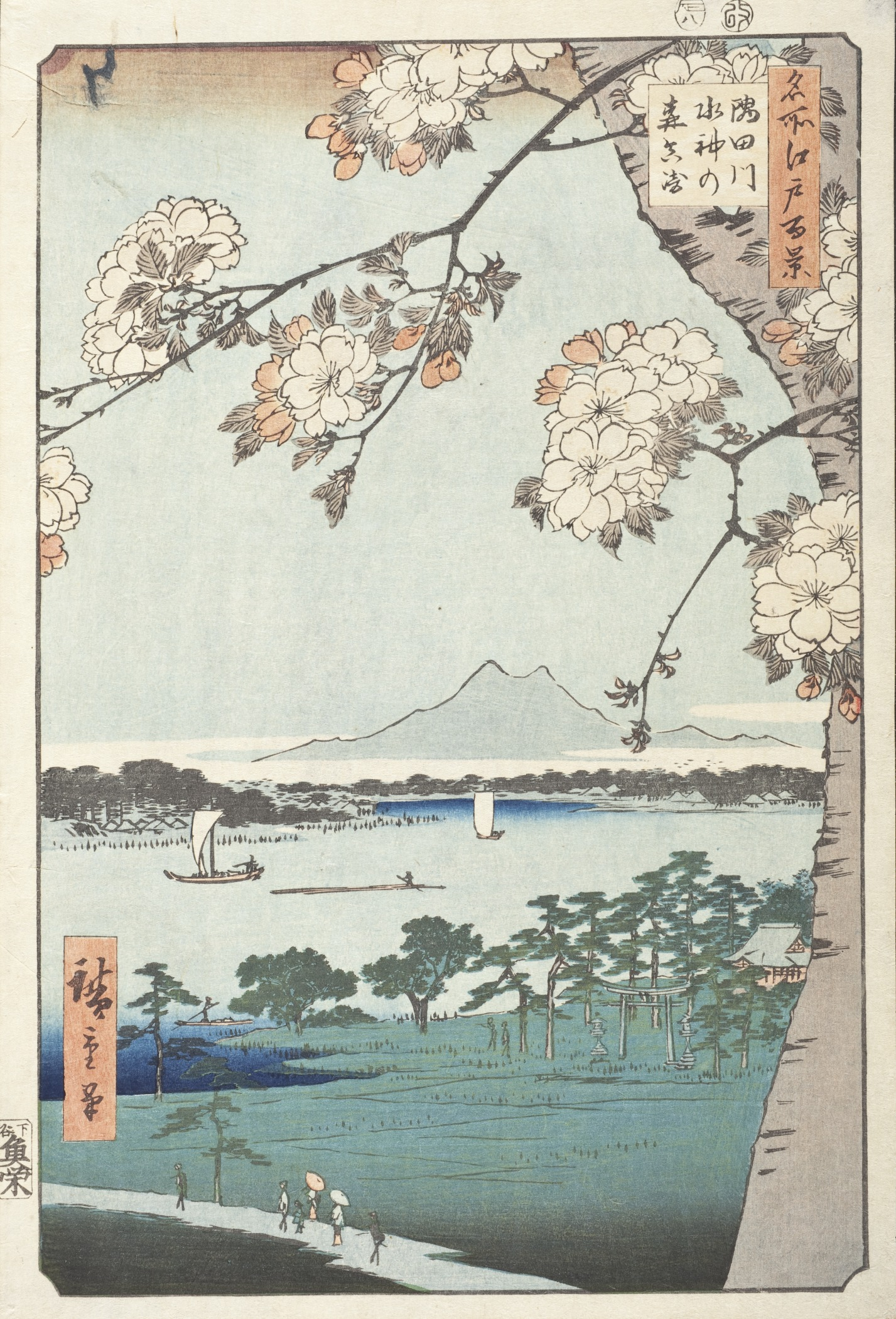
Sumida River, the Wood of the Water god
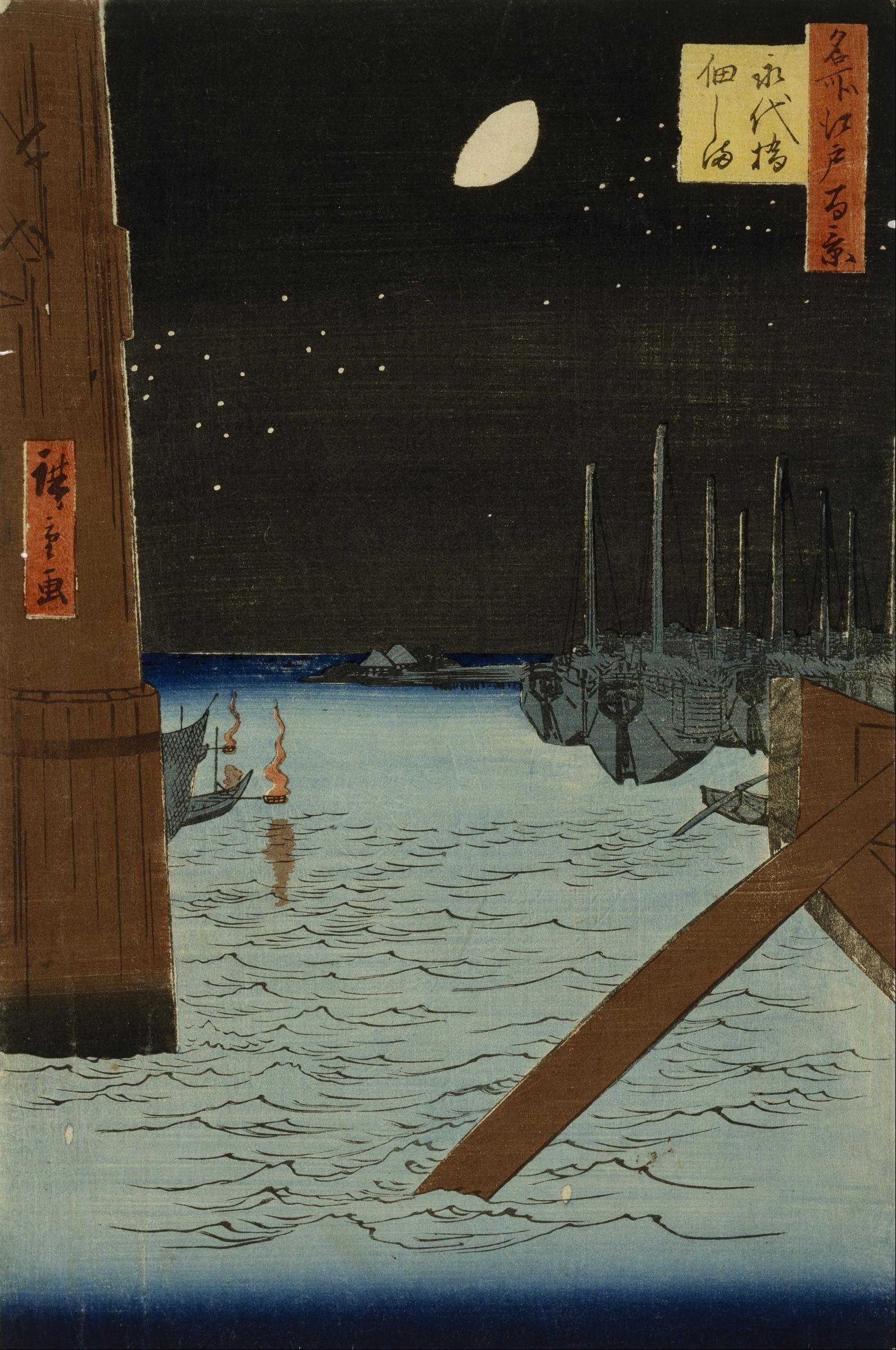
Moon over Ships Moored at Tsukuda Island trong Eitai Bridge
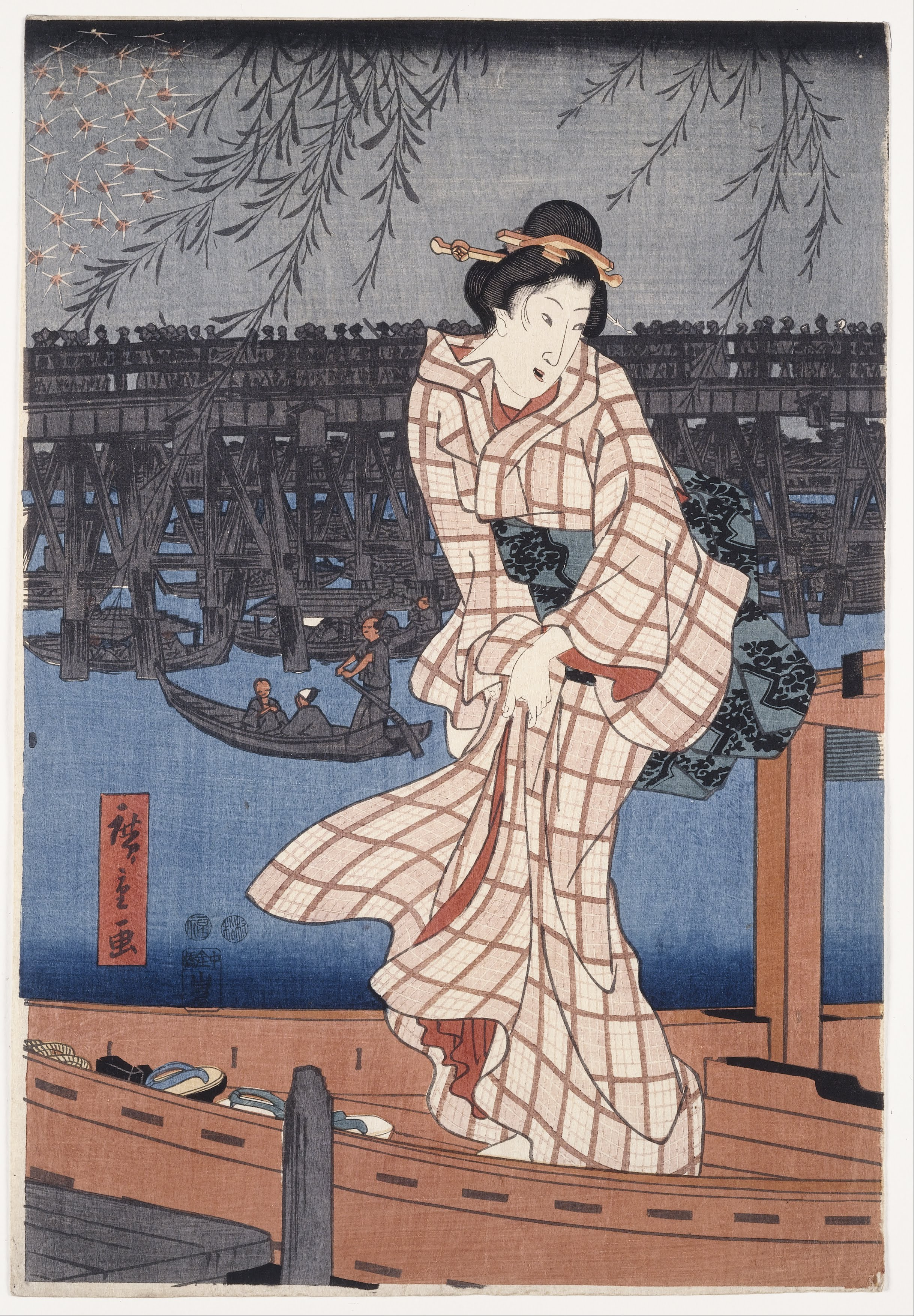
Evening on the Sumida river
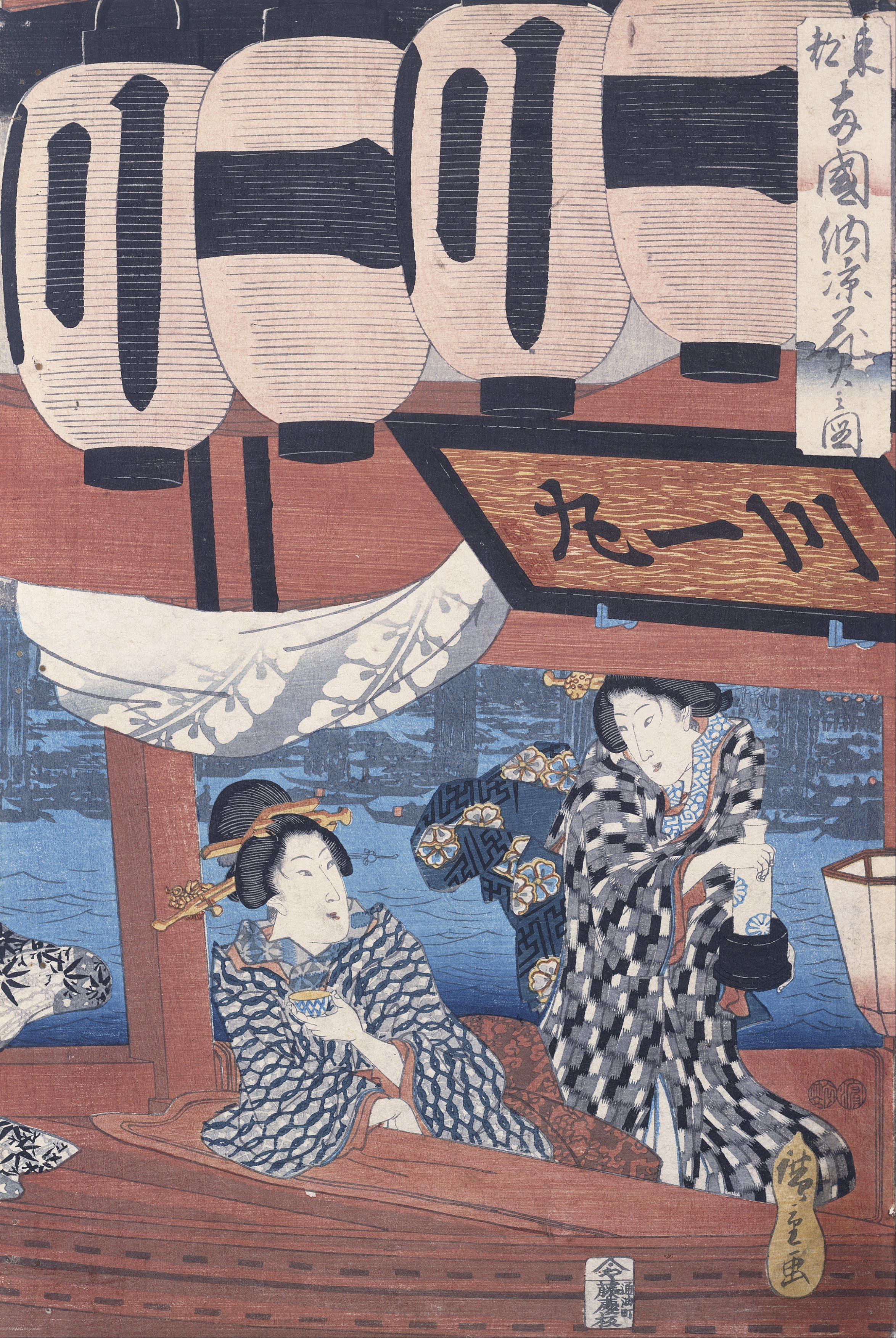
Enjoying the fireworks and the cool of the evening at Ryogoku bridge
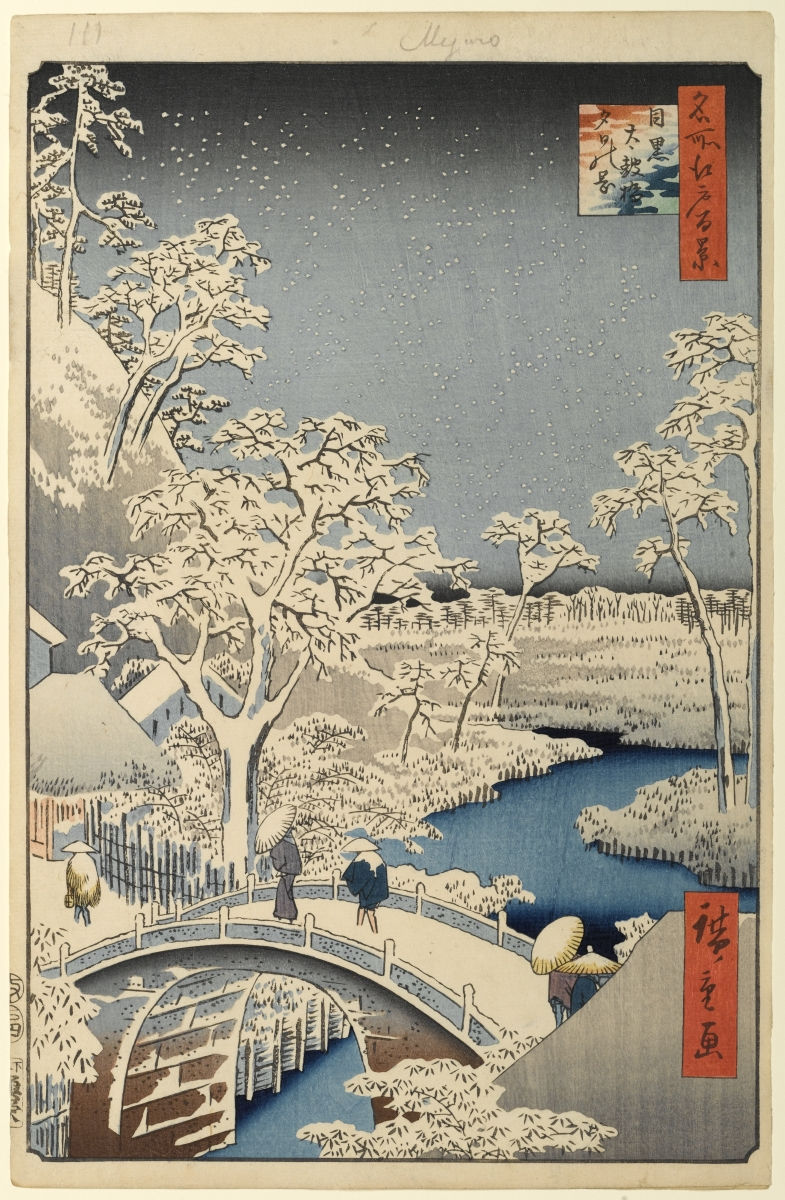
Moon Bridge in Meguro, trong One Hundred Famous Views of Edo
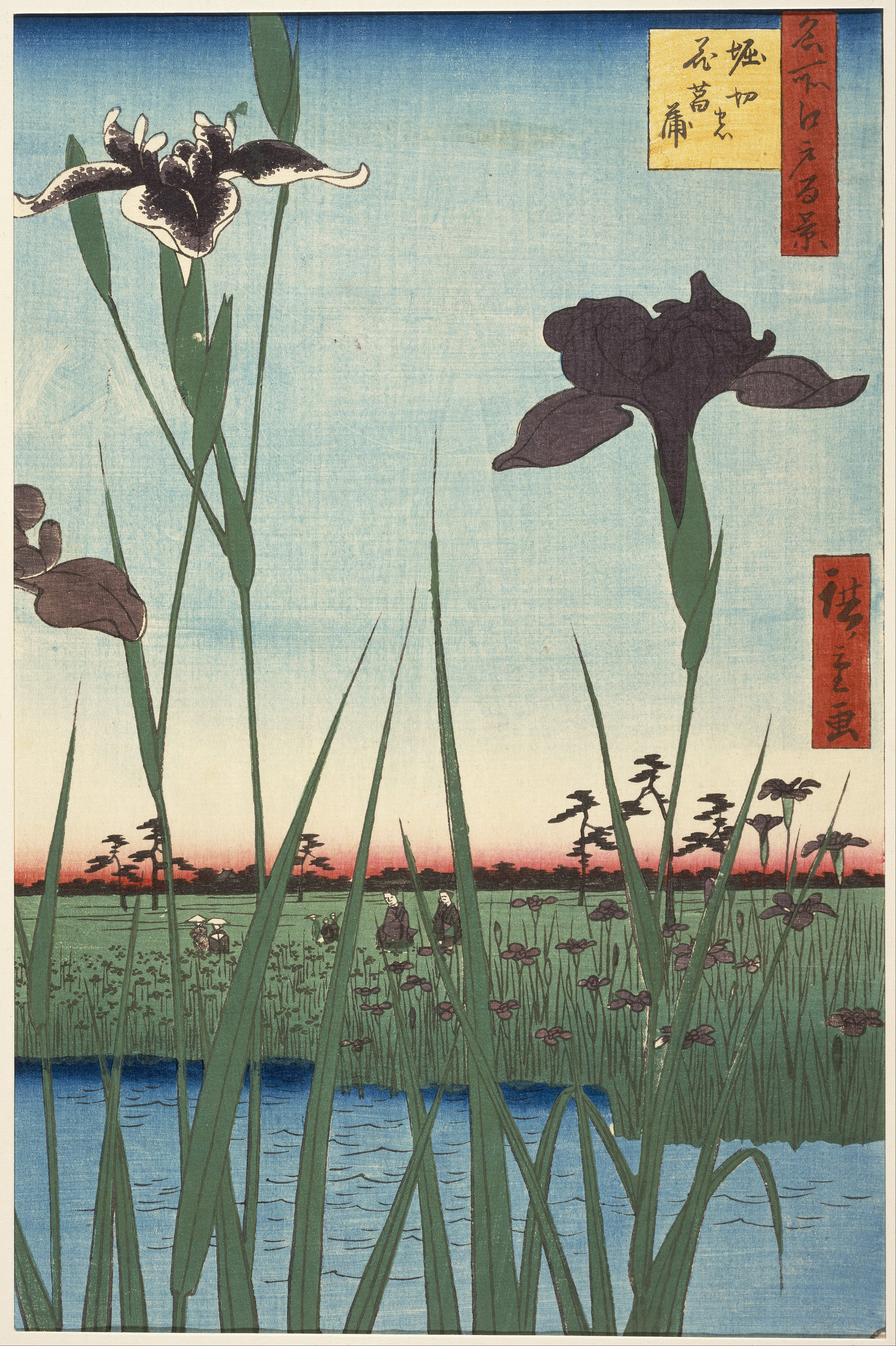
Horikiri Iris Garden, trong One Hundred Famous Views of Edo
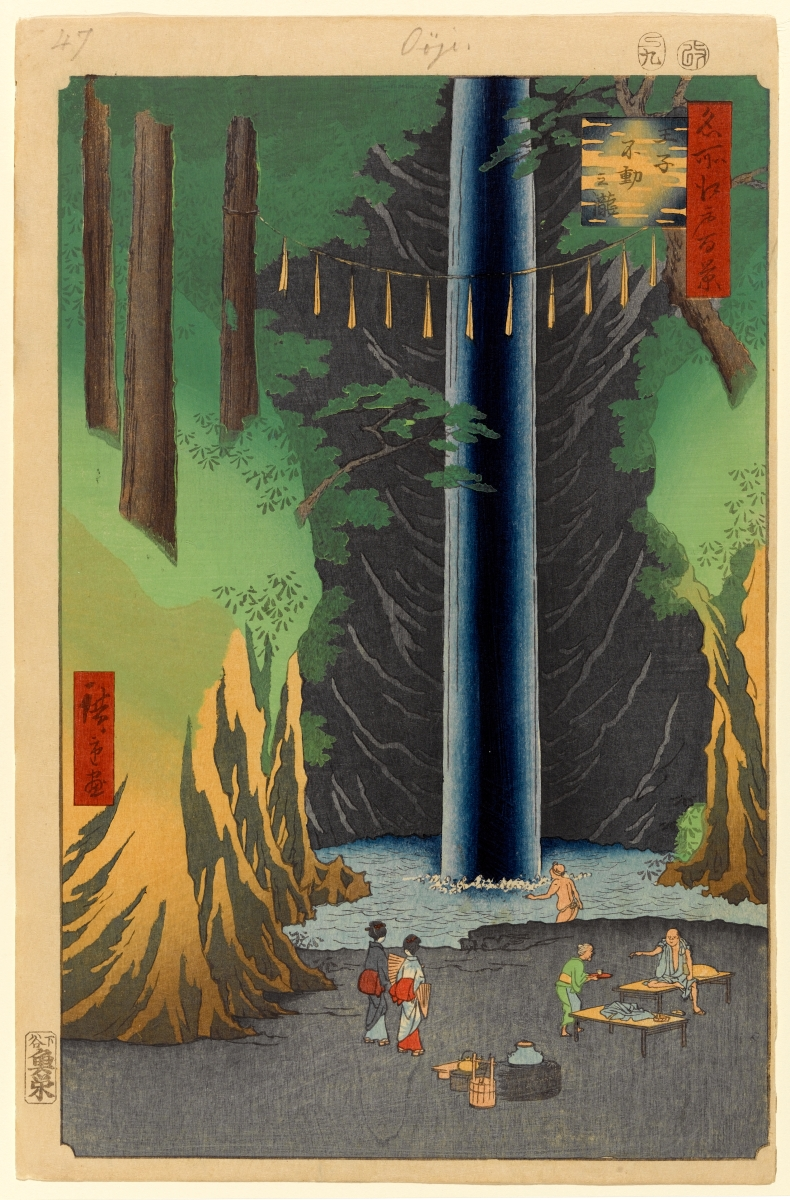
Fudo Falls, Oji, trong One Hundred Famous Views of Edo
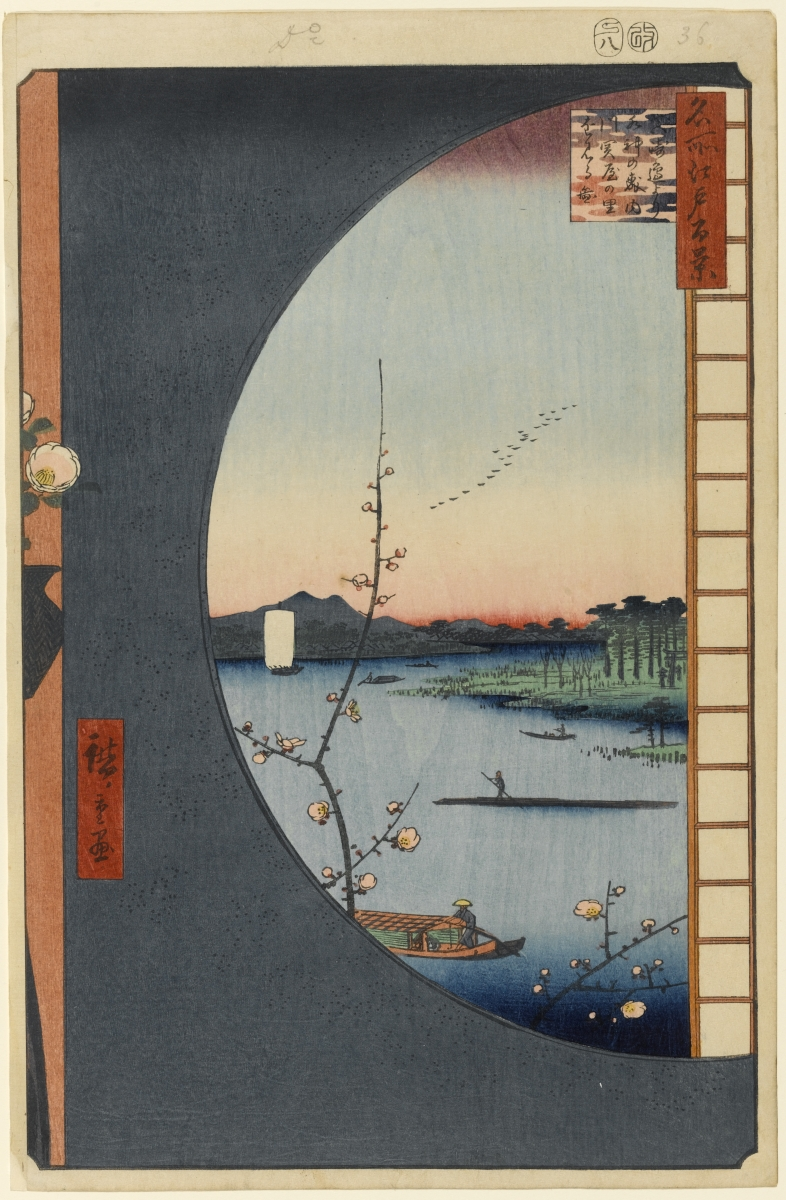
View trong Massaki of Suijin Shrine, Uchigawa Inlet, and Sekiya, trong One Hundred Famous Views of Edo
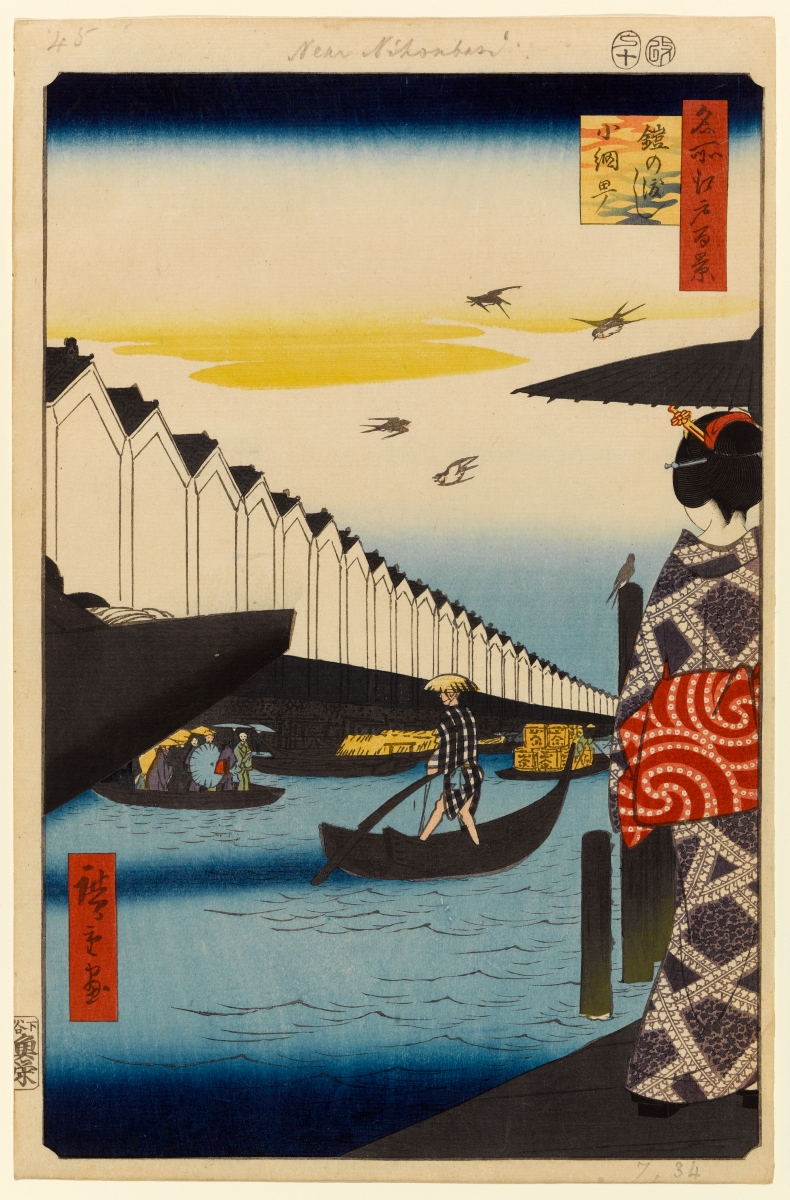
Yoroi Ferry, Koami-cho, trong One Hundred Famous Views of Edo
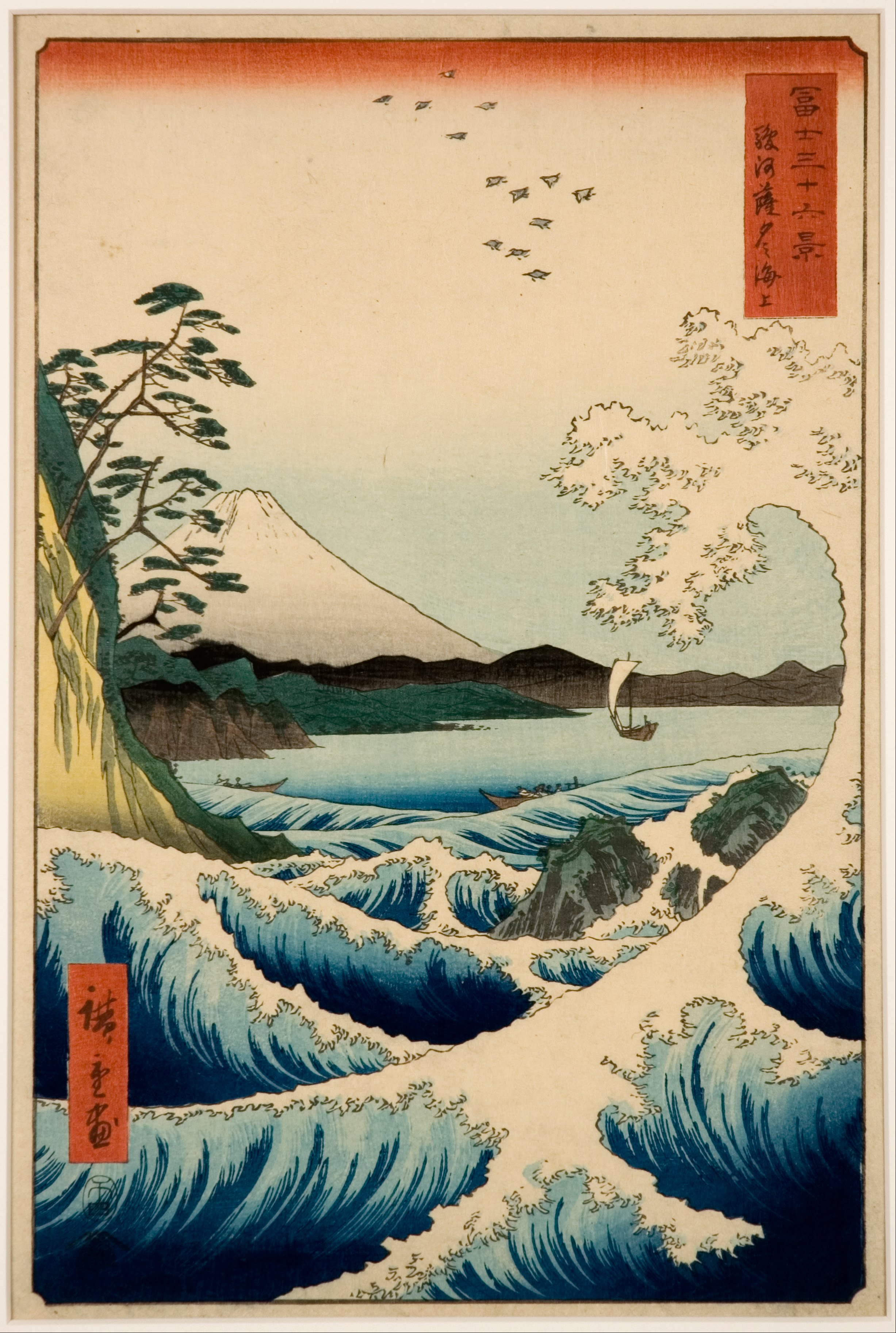
The Sea at Satta, Suruga Province, trong Thirty-six Views of Mount Fuji
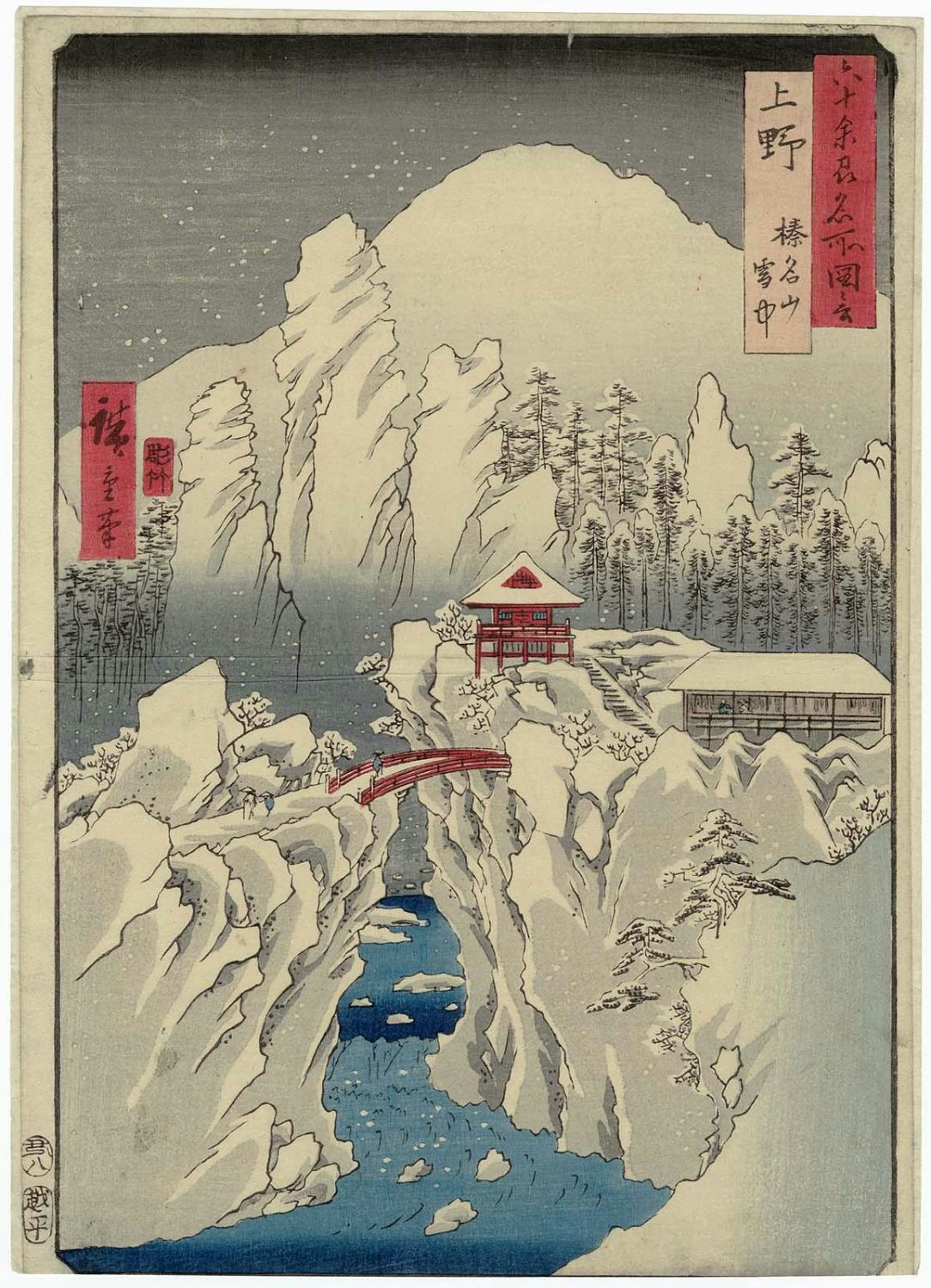
Kozuke Province, trong Famous Views of the Sixty-odd Provinces

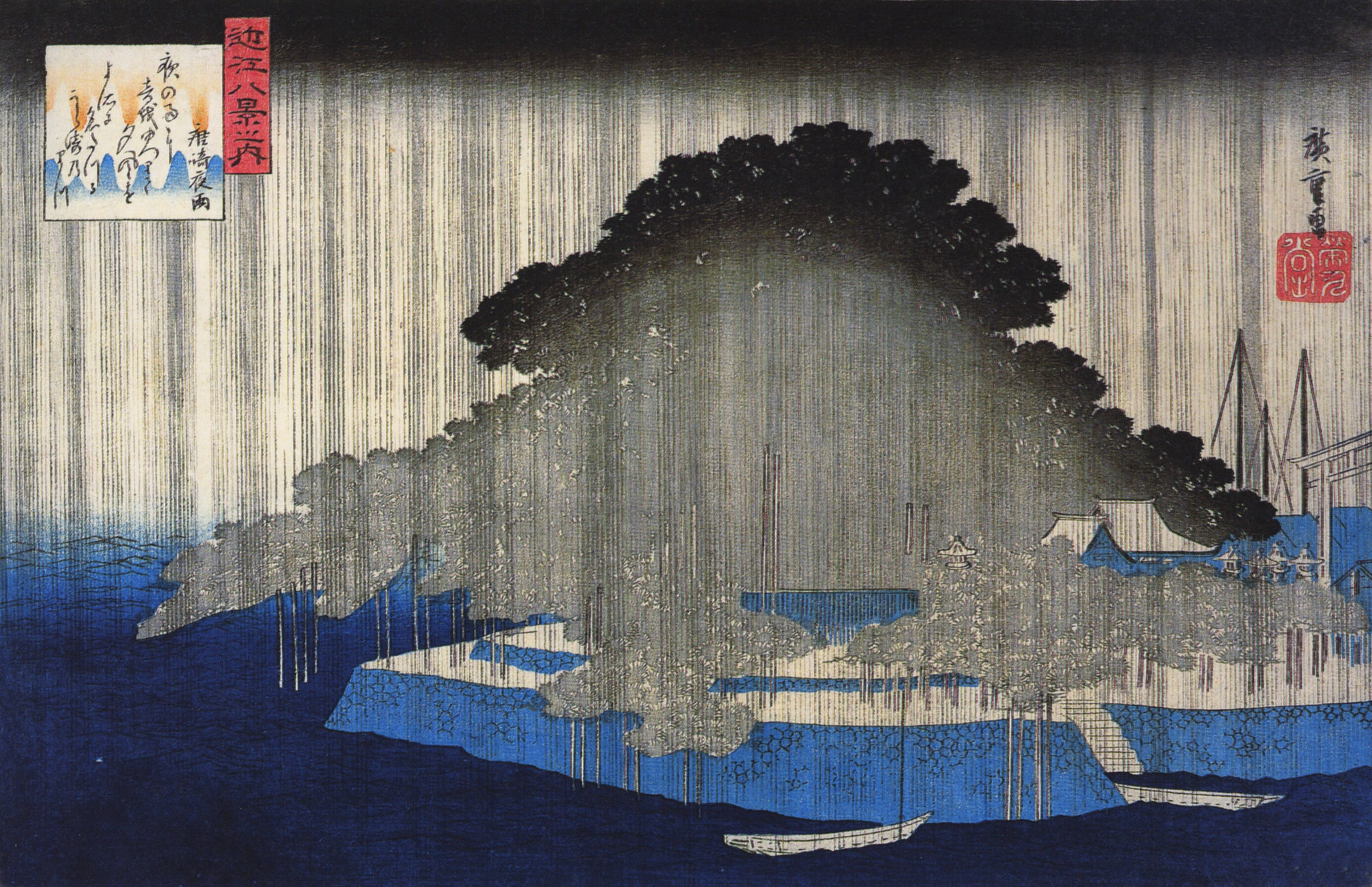
Heavy rain on a pine tree, trong Eight Views of Ōmi
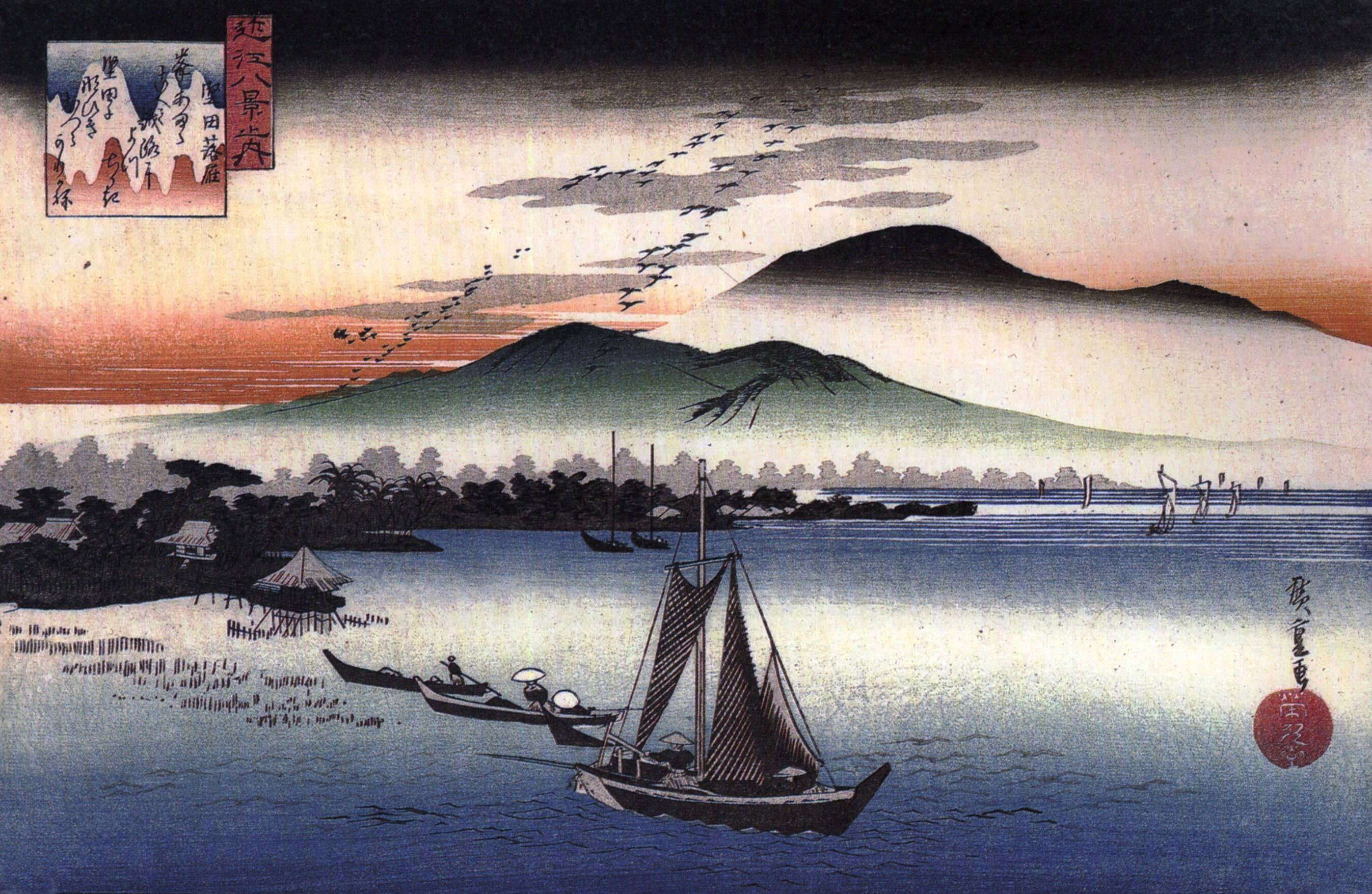
Fishing boats on a lake, trong Eight Views of Ōmi
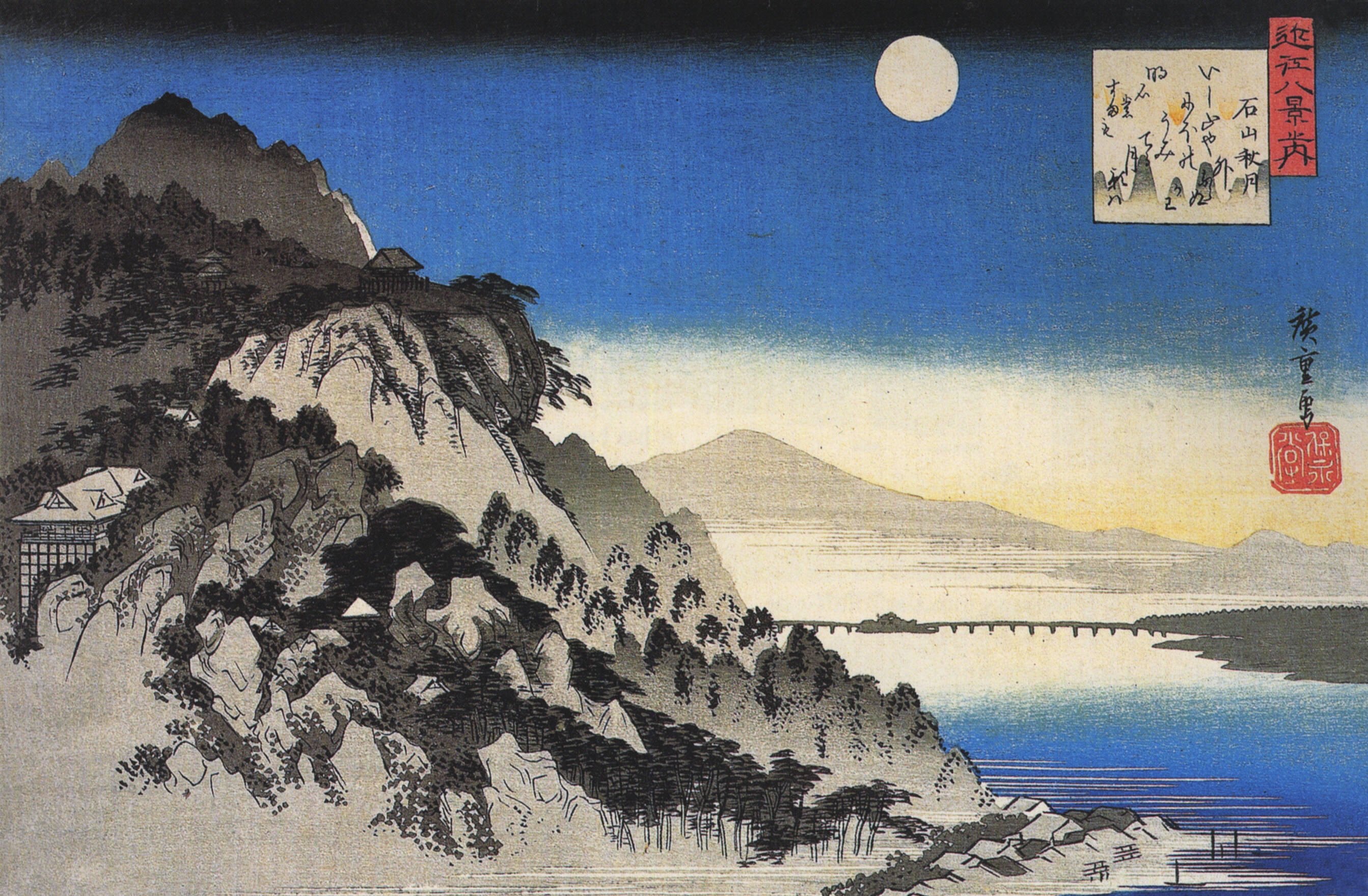
Full moon over a mountain landscape, trong Eight Views of Ōmi
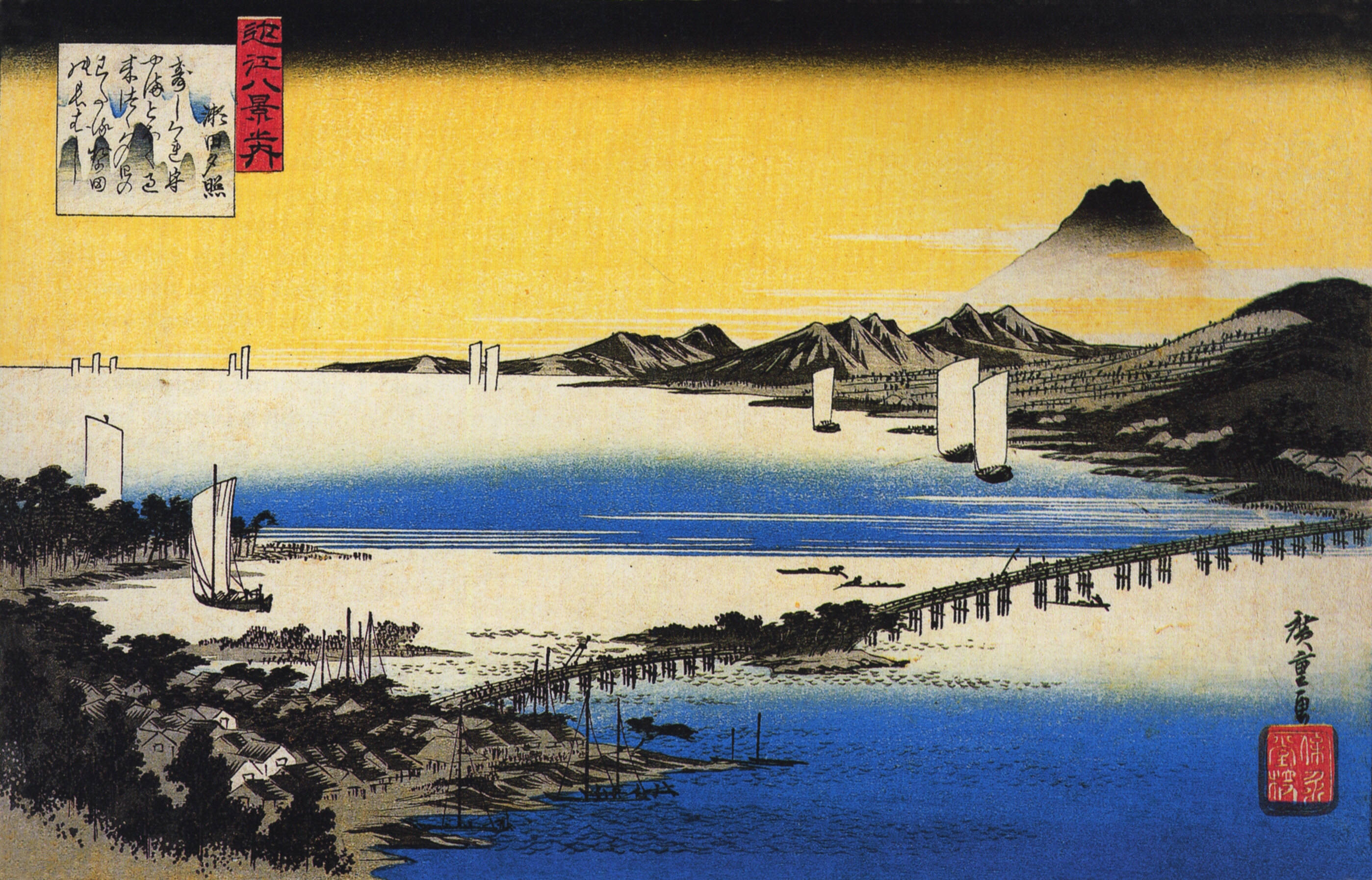
View of a long bridge across a lake, trong Eight Views of Ōmi
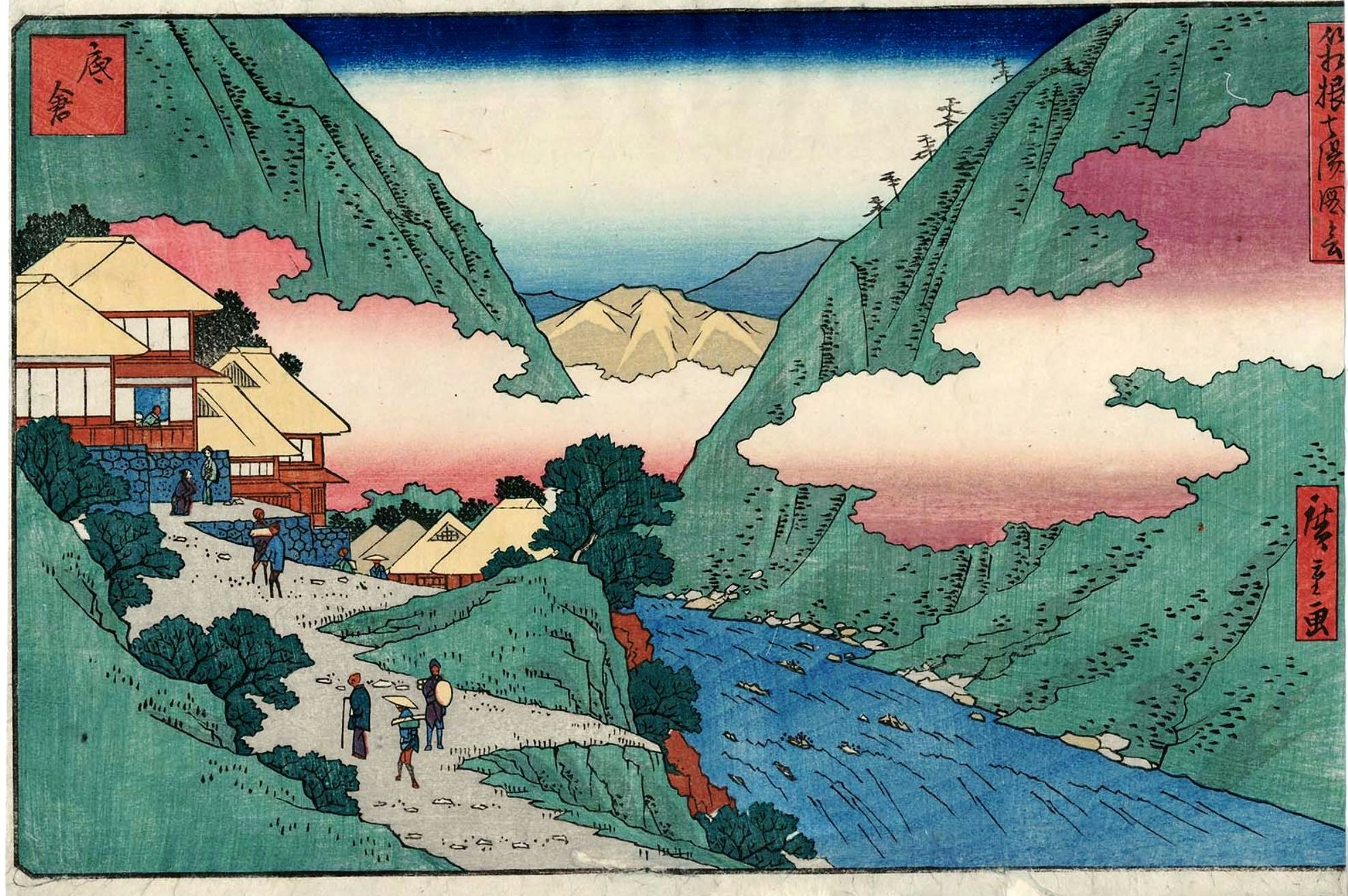
Sokokura, trong Seven Hot Springs of Hakone
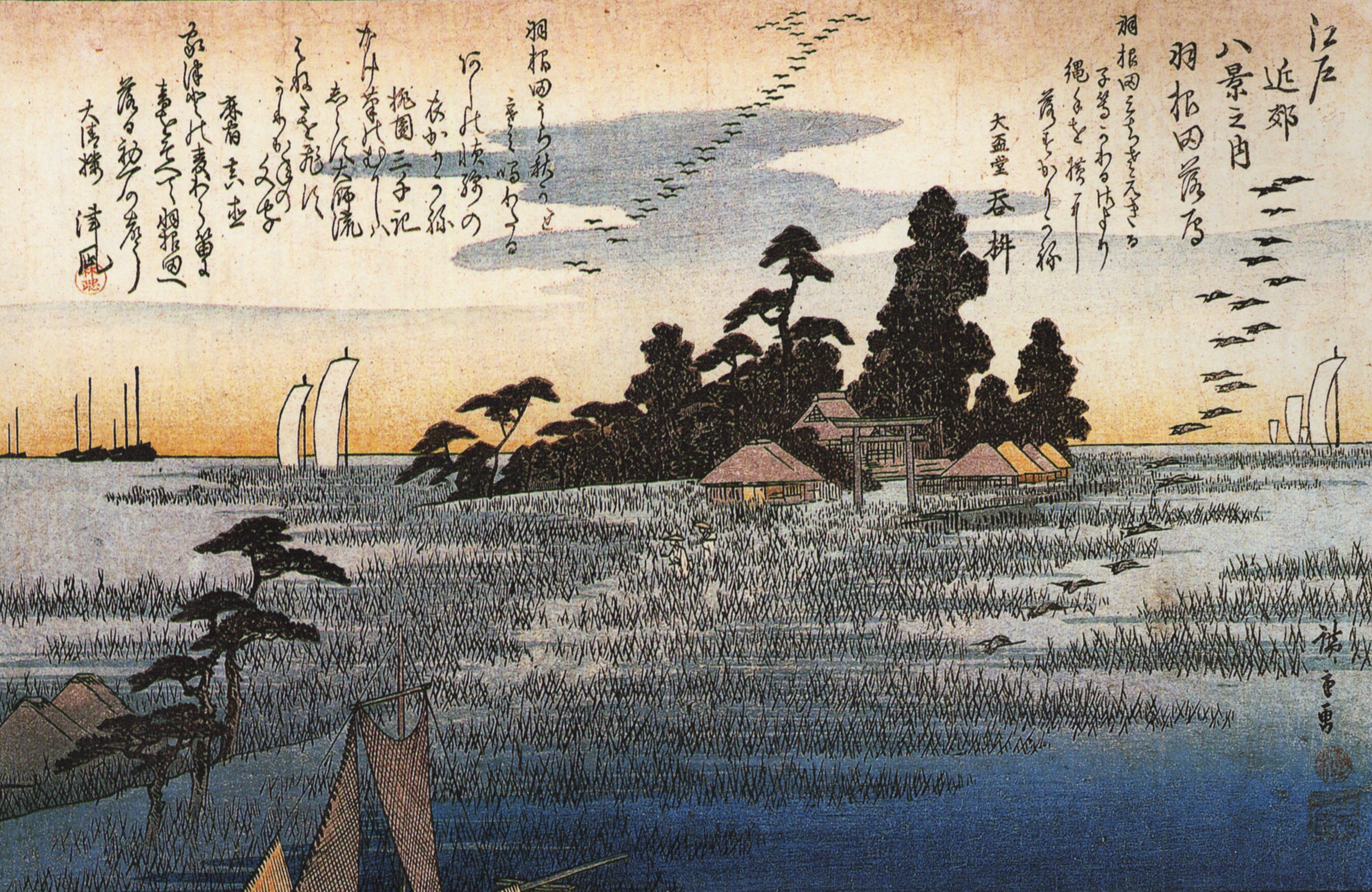
A shrine among trees on a moor